# Lineage II
Lineage II es un juego de rol multijugador masivo en línea (Mmorpg) para Microsoft Windows, el segundo juego de la serie Lineage. Es una precuela de Lineage, y se establece 150 años antes del juego anterior.  Se ha vuelto muy popular desde su lanzamiento el 1 de octubre de 2003 en Corea del Sur, reportando 1,000,918 usuarios únicos durante el mes de marzo de 2007. Hasta la fecha, el juego ha sido jugado por más de 14 millones de usuarios, principalmente en Asia. 
El 30 de noviembre de 2011, Lineage II adoptó un modelo de juego gratuito en Lineage II: Goddess of Destruction, con todo el contenido del juego gratis, excepto por "artículos y paquetes de la tienda que se pueden comprar en el juego". 

## Saga 1: The Chaotic Chronicle

### Prelude Closed Beta
Lineage II nació en Corea del Sur el 14 de marzo de 2002. Solamente participaron 400 personas. Para ello había que registrarse y verificarse con un teléfono móvil y de todas las solicitudes hicieron un sorteo. La inscripción se abrió el día 20 de noviembre. La beta era gratuita pero sometida a ciertas cláusulas legales, por ejemplo a día de hoy el cliente Closed Beta no se puede compartir y efectivamente no es posible encontrar en la red dicho cliente.
El juego era muy diferente en su etapa de Closed Beta:
- Las ciudades del juego eran construidas por partes y totalmente diferentes a los mapas de las demás crónicas. No tenían muros exteriores, las casas y calles eran mucho más grandes. Más tarde las reestructuraron ya que según los desarrolladores, la acción real tendría lugar fuera de las ciudades y estas solo eran zonas de paso y comercio.
- Las armas / armaduras eran totalmente distintas. Además había capas y cascos pero fueron removidos posteriormente por razones técnicas y comerciales: los cascos escondían las facciones de los personajes y las capas podían ralentizar el juego. También pensaron en hacerlos contenido de pago.
- Solo había una clase para todas las razas: Warriors(Guerreros). Todavía no había clases místicas así como tampoco estaba disponible la segunda profesión.
- El grado máximo de armas y objetos era el D.
- Los Enanos vendían de pie junto a una caja con objetos, no sentados como en las demás crónicas.
- Dato interesante sobre los Soulshots/Spiritshots: "Fue un error por nuestra parte, un grave error. [...]El juego inicialmente no estaba pensado para el uso de Soulshots de forma continuada. Fueron añadidos como una ayuda para ciertas situaciones, o dungeons. Sin embargo, debido a la tendencia del sistema económico del juego, acabaron por aparecer jugadores que podían permitirse un uso continuado de Soulshots." A causa de ello las clases místicas quedaron en desventaja y entonces añadieron los Spiritshots, y más tarde los Blessed Spiritshots. Se tendía a favorecer a las clases más populares, como en ocasiones no tenían tiempo para probar el contenido se producían desequilibrios entre clases, los cuales arreglaban añadiendo nuevo contenido debido a que tenían la política de no alterar las pautas de juego.[2]

### Prelude
Lineage II llegó a Norteamérica el 27 de abril de 2004. Todos los jugadores que estaban jugando en modo de prueba necesitaron comprar una copia de Lineage II para obtener un código para activar su cuenta previa. La compra incluye el pago del primer mes de juego. Preludio fue la primera vez que se incluyó un pago mensual de 15$ para poder jugar.

### Chronicle I: Harbingers of War
Lanzada al mercado el 29 de julio de 2004, se incluyeron los asedios a castillos, de tal forma que tomar castillos por la fuerza que constituye por parte de los clanes permitía a los mismos convertirse en los señores del castillo, lo cual conlleva por ejemplo, la posibilidad de incrementar los impuestos en las ciudades o poblaciones que el castillo tiene bajo sus dominios, permitiendo incrementarlos hasta un máximo de un 15% sobre el precio base.

### Chronicle II: Age of Splendor
En la Crónica I, cuando un clan conquistaba un castillo, no ganaba nada, más que reputación y orgullo, esto dejó de ser así en esta Crónica lanzada el 8 de diciembre de 2004 al ser añadido el Manor System, que permitía a los dueños de determinado castillo obtener beneficios de las ventas de sus respectivas ciudades o aldeas. Fueron añadidas zonas nuevas como la ciudad de agua Heine y su castillo Innadril, Devastated Castle, Tower of Insolence, Narsell Lake (con un Coliseo en el centro del lago), Alligator Island, Field of Whispers, Field of Silence, Eva's Underwater Garden y Pirate Tunnel.
Dos nuevos Boss fueron añadidos: Baium y Zaken.
Se añadieron los Macros, botones que pueden crear los jugadores y permiten realizar una lista de acciones sucesivas.
También a partir de esa Crónica se pueden modificar moderadamente los valores de las habilidades básicas de los personajes (STR: fuerza, DEX: destreza, CON: constitución, INT: inteligencia, WIT: ingenio y MEN: mentalidad) con los Dyes y Symbols, cambiando así las estadísticas de las mismas.
Otro cambio importante son las Habilidades Especiales (Special Abilities, también llamadas por sus iniciales S.A.) que pueden ser añadidas a todas las armas de Grado C y superiores requiriendo para esto el uso de Soul Crystals.
El nivel y tipo de Soul Crystals, los tipos de habilidades que pueden ser conferidas a un arma y el tipo de ítems que se requieren para encantar un arma depende del tipo de arma a encantar.

### Chronicle III: Rise of Darkness
Esta versión vio la luz en mayo de 2005. Incluye una nueva vuelta de tuerca al universo de Lineage II con lo que se conoce con el nombre de Los Siete Signos. La idea que está detrás de esta ampliación consiste en enfrentar a dos facciones, los Revolucionarios del Crepúsculo (Revolutionaries of Dusk) y los Señores del Amanecer (Lords of Dawn), en una competición en la que se busca la consecución de Sellos o Signos. Esta competición es voluntaria pero no participar en ella afectará a largo plazo y de forma negativa al progreso del personaje (una vez que se obtengan niveles altos de habilidad). Los Sellos son objetos que sueltan los NPCs al acabar con ellos. Estos Sellos pueden intercambiarse para conseguir Ancient Adena, la cual constituye otro nivel económico en Lineage II junto a la adena, permitiendo a sus poseedores comprar objetos que no se pueden obtener mediante los mecanismos habituales.

### Chronicle IV: Scions of Destiny
En esta Crónica, se crean dos nuevas ciudades, Rune y Goddard, y lugares como Ketra Orc Outpost, Varka Silenos Outpost, Hot Springs en Goddard, y Valley of Saints en Rune. Nace un nuevo Boss, Valakas, El Dragón del Fuego. Se crea la nobleza, que te da nuevas técnicas únicas y teletransportación exclusiva. Después de que hayas alcanzado el nivel 75 en tu subclase, te hayas convertido en noble y ganes las olimpiadas, puedes optar a ser Héroe, obteniendo así habilidades y armas exclusivas.
Algo nuevo también en esta crónica es que puedes hacer una tercera profesión (antes solo eran 2) que te da poderosas técnicas, permitiéndose también la utilización de tus ataques anteriores, haciendo las luchas entre personajes mucho más variada, larga e interesante.

### Chronicle V: Path of Blood
Lanzada el 6 de septiembre del 2006, se impuso con una gran variedad de cambios.
Entre los más notorios se puede apreciar una -aún más- mejora gráfica, con efectos tales como lluvia y nuevas texturas, así como un mayor territorio a explorar.
Entre las nuevas características se puede destacar una ampliación de nivel máximo a adquirir, pasando de 78 a 80 como tope. Así también los Clanes pueden alcanzar el Nivel 8, siendo anteriormente solo 5.
Un nuevo Raid Boss (jefe) se suma a los anteriores; Frintezza, hijo de Baium, quien es inmortal y espera por los valientes jugadores en Imperial Tomb (Tumba Imperial).
Así también hace su aparición un Ítem único en el Mundo Lineage; The Demonic Sword Zariche (La espada demoníaca Zariche) la cual una vez fue usada por uno de los cuatro reyes demoníacos (Bremmnon). La formidable espada aparece en el mundo de manera aleatoria y puede ser recogida por cualquier personaje que se la tope, dándole a su poseedor un gran poder y a la vez maldición, este jugador entra en estado caótico o PK (ver apartado razas más adelante) pero sin posibilidad de "dropear" nada si mueres salvo la Zariche, al coger la espada, no se puede desequipar y tienes un límite de tiempo de 4.000 minutos para usarla, siendo reducido este tiempo a medida que sube de nivel matando otros jugadores aumentando el contador de PK's, no puedes estar en party con nadie ni nadie te puede curar o "buffear" (del inglés buff, son unas magias que poseen determinados jugadores por su profesión, como por ejemplo magos humanos Prophet que aumentan tus capacidades en algún sentido), no puedes atacar a Pjs de nivel 20 o inferior, ni ellos a ti, (un Pj de nivel 20 o menos no puede obtener la Zariche) puedes perderla si mueres, con lo que, o la "dropearás", o simplemente desaparecerá, la parte buena es que de un solo golpe de la Zariche se eliminará completamente una barra adicional a la vida que solo se quita en una PvP llamada CP (Combat Points), quitará mucha HP y la barra, tanto de HP como de CP incrementarán en gran medida, así como la defensa.
La creación de Academias de Clan agrega un nuevo concepto en cuanto a jugabilidad. Esta nueva opción -sólo disponible para Clanes de nivel 5 o superior- está ideada para ayudar a los nuevos jugadores y darle reputación a los Clanes más altos, obteniendo así mayor poder como grupo.

## Saga 2: The Chaotic Throne

### Interlude
Lanzado el 12 de julio de 2007. Esta crónica trajo consigo una zona nueva al norte de Dark Elven Village, Primeval Isle, una isla llena de dinosaurios donde los bosses Tyrannosaurus permitían subir de nivel Soul Crystals para las armas de alto nivel. En el centro se encontraba Sailren, un nuevo Grand Boss.
También se añadieron nuevas skills principalmente a nivel 77-79, además de la nueva mecánica de las skills de 80, técnicas muy poderosas pero que requerían una jugada conjunta de 4 jugadores del mismo grupo o party.
Se añadieron nuevas armas de grado A y el sistema de augmentations, un sistema que dotaba a las armas de pequeños stats adicionales, skills y la imposibilidad de perder el arma al morir.
Además, debido a la falta de Clan Halls disponibles y a que los asedios eran cada dos semanas, se añadió un sistema de fortalezas, las cuales no fueron activadas hasta la siguiente crónica, pero ya estaban presentes en el mapa de Interlude

### Throne I: The Kamael
Esta expansión fue lanzada al por menor en los servidores de Norteamérica y Europa el 12 de diciembre de 2007. Debe su nombre a la nueva raza llamada Kamael, de altura entre humanos y orcos, piel clara, de cabello blanco, rosado o azul y con un ala izquierda.
Son añadidas nuevas zonas como Isle of Souls (siendo esta la zona de inicio de los Kamael), Isle of Prayer (dentro de esta se encuentran: Dark Cloud Mansion, Crystal Caverns y Baylor) y Hellbound. ("Hellbound" es otra crónica pero los cambios son mínimos, por ejemplo en ella aparece la isla Hellbound)
Los nuevos Raid Bosses serán Rah y Rahuu, ambos en Hellbound; y Barler, en Crystal Dwellings.
Fueron añadidas veintiún nuevas Fortalezas, estas podrán ser conquistadas cada 4 horas, dicho siege puede durar una hora y comienza una hora después de su declaración. Si los defensores tienen asignados tropas de defensa (NCPs), aparecerán al comenzar el Siege. Al tener de propiedad una fortaleza, los dueños pueden gozar de valiosas recompensas como objetos y habilidades.
Transformaciones especiales se han añadido en esta expansión, estas consisten en una modificación física del personaje, alterando en ocasiones las habilidades del mismo o simplemente para deleitar la pupila equipando accesorios que se logren conseguir. Estas transformaciones pueden ocurrir cuando un jugador usa una habilidad especial de transformación, algún objeto de transformación o al obtener alguna espada maldita.
Nuevas armaduras, armas y joyas pueden obtenerse, entre las más resaltantes se encuentran la Dynasty Armor, similar a la Majestic Armor solo que, a diferencia de esta y el resto de todos los sets, cuenta con la opción de modificar las características físicas o mentales; las armas Dynasty que varían de acuerdo a cada profesión y las joyas Dynasty. Todos estos objetos solo pueden ser usados por personajes de nivel 80.
El juego cuenta con mejoras para las mascotas (pets). El lobo, al nivel 55 podrá evolucionar y tener un aspecto más adulto y agresivo. Nuevas criaturas llamadas Agathions pueden ser invocadas con una habilidad que se aprende gracias a brazaletes de invocación (obtenidos en Fortalezas, Castillos y Clan Halls). Los líderes de Castillos pueden obtener un atractivo ángel llamado Angel Shape.
Los Agathions para los miembros de un Clan Hall o Fortaleza se llaman Pig Shape, un simpático cerdito con una capucha de aviador con unas hélices y Fortress Agathion una pequeña liebre con orejas grandes que usa para volar cerca de su amo.
Estos seres (que sólo sirven de adorno) pueden ser invocados en cualquier momento, incluso si el jugador ya había invocado a una mascota como el lobo, strider, búfalo, puma o kookaburra.

#### Hellbound
Hellbound fue un parche aplicado a Throne I: The Kamael el 23 de abril de 2008. Los cambios aplicados fueron:
- Se eleva el nivel máximo a alcanzar hasta el 85.
- Nuevos Skills (habilidades) a nivel 81
- Nuevos Skills para las clases principales (Main Class) dependiendo de las subclases del personaje
- Creación de un Coliseo donde los jugadores pueden pelear en equipos.

### Throne II: Gracia
Esta nueva expansión de Lineage II se publicó a fines de julio del 2008 y consta de tres partes: Parte 1, 2 y Final.
Debe su nombre al nuevo continente ubicado al oeste del Reino de Aden y Elmore llamado Gracia.
Para este título NCsoft incluye ideas recibidas a través de dos años de encuestas y cuestionarios realizados a sus clientes, las cuales estaban centradas en percibir lo que los mismos querían ver en las futuras actualizaciones.
Según los desarrolladores, la empresa ha recibido gran cantidad de buenas reacciones ante Throne I: The Kamael y su expansión Hellbound con un gran aumento en el número de suscriptores y ventas, estos esperan también las mismas reacciones ante la nueva expansión que, comparándola con las anteriores, es la más grande realizada.
The 2nd Throne: Gracia revelará los secretos del antiguo Reino de Gracia tomando como tema principal el cielo. En la primera actualización, Gracia Parte 1, se incluirán muchas de las ideas obtenidas por los usuarios que participaron en las encuestas realizadas por NCsoft en la web oficial coreana de Lineage II. En Gracia Parte 2, Lineage II mostrará su nueva apariencia bajo la conveniencia de los clientes en mente y en la última parte, Gracia Final, se actualizará el nuevo continente y los barcos voladores (dirigibles) que Lineage II prometió hace cinco años cuando fue lanzado por primera vez.
El coordinador del proyecto Lineage II, Hyo Jung Shin declaró: «Hemos puesto suficientes recursos para desarrollar un nuevo y reeditado Lineage II en la forma que nuestros clientes querían ver a este juego» y «analizamos los pros y contras de Lineage II y haremos el juego entretenido a los ojos de nuestros clientes».
Shin también afirmó que para cumplir con dicho propósito, Ncsoft ha aumentado en número de actualizaciones de 2 a 3 veces por año.

#### Gracia Final
Las habilidades que antes se aprendían al 81 se repartieron entre el 81 y 83

#### Gracia Epilogue
Expansión que fue lanzada el 27 de mayo de 2009 en los servidores de América y Europa. Se incluyeron nuevas quest épicas relacionadas con los Dawn y los Dusk. En éstas se puede recorrer toda la historia sobre la lucha entre ambos bandos. Deberás ayudar a Anakim, hija de la luz, a combatir contra los Dusk, controlados por Lilith, la hija de la oscuridad, ambos Raids Boss fueron lanzados en la Crónica 3.
También fueron añadidos nuevos territorios y monstruos con un nivel alto en zonas ya existentes en el juego.
Fue añadido también el sistema de correo, que permitía al jugador enviar objetos desde cualquier lado a otro jugador en cualquier lugar.

#### Freya
Expansión lanzada el 24 de agosto de 2010 en América y Europa. En esta nueva expansión se incluyó un nuevo raid llamado Freya, la reina de hielo. Este raid boss se trata de una reina que habita en Frozen Labyrinth. Ice Fairy Sirra pasó de ser un raid boss a ser un NPC el cual te ayudará a encontrar y derrotar a la reina. La expansión consta de nuevas quest que te ayudarán a avanzar en la historia de esta reina y al final poder luchar contra ella. En esta misión, colaborarán varios NPC's que te ayudarán en lo largo de la aventura a luchar contra la reina.
En la expansión también han incluido nuevas expresiones (emotes).
- /two-personbow: Este comando hace que dos personajes se saluden uno frente otro.
- /hi-five: Este otro comando hace que dos personajes "choquen esos cinco".
- /coupledance: Este comando hace que dos personajes bailen un baile de pareja.

Todos estos comandos son solicitados con un aviso al otro jugador y tienen que ser aceptados por éste para que se ejecuten.
Los rasgos más destacables de esta crónica es la modificación de las zonas "Dragon Valley" y "Anthara's Lair", teniendo ahora monstruos de nivel +80 en ambos, con drop Moirai y armas Dynasty, y el cambio en la misión de noble, ya que ahora no hace falta hacerla en Ivory Tower y no es obligatorio matar a Barakiel, sino que puedes matar en su lugar a 100 mobs de la zona.

## Saga 3: Goddess Of Destruction
El 13 de octubre de 2010 fue publicado en la web Coreana de Lineage II un artículo sobre el séptimo aniversario del juego. Con esto fue revelado también un vídeo sobre un nuevo proyecto de Lineage II. La página oficial de Lineage II menciona a esta nueva expansión como Goddess of Destruction. La nueva crónica comenzó a ser jugable a partir del 30 de noviembre de 2011.
Incluye:
- Gráficos más potentes. (La utilización de Unreal Engine repotencializado).
- 34 nuevas zonas.
- 400 nuevas armas y armaduras
- Nuevas skills para crear combos.
- El nivel máximo es llevado a 99.
- Se agregan 8 nuevos cambios de clases.
- 60 nuevos Raid Boss a los que hacer frente.

Esta actualización, trajo aparejada nuevos cambios en la modalidad de negocio de NCSoft, siendo el Lineage II Goddess of Destruction totalmente gratuito para cualquier persona deseosa de acceder a sus servidores y jugar sin restricción alguna. A pesar de que la nueva crónica se lanzó al público recién el 30 de noviembre, la modalidad gratuita (que ellos llaman Truly-Free) comenzó el 24 de ese mismo mes. La empresa ha desarrollado un sistema de negocios en el que los jugadores pueden comprar lo que denominan como Exploration Packs, que incluyen objetos propios del juego para que el usuario pueda avanzar más rápido en el cumplimiento de sus objetivos, aunque no es obligatoria la compra de estos ya que todos los objetos pueden ser obtenidos jugando. Ningún ítem incluido en estos Packs influyen sobre la jugabilidad multiplayer.
Además, se lanzaron como parte de la actualización, dos nuevos servidores: Shilen (en noviembre), Magmeld y el renacimiento de Bartz (en diciembre), para dar una oportunidad más igualitaria a los nuevos jugadores respecto a los antiguos, y a su vez, expandir el número de players soportados.
Otra de las novedades, resulta ser "The Path To Awakening", que es un sitio web interactivo en donde nuevos y antiguos jugadores encontrarán una completa guía o tutorial que los ayudará a entender y avanzar en el juego.
Información adicional:
- Vídeo del proyecto: YouTube
- Videos extras para tener más información acerca de esta expansión: Mundoliterario

### Chapter 1: Awakening

#### Harmony
El 7 de marzo de 2012 se lanzó en América una actualización llamada Harmony dentro del mismo capítulo.

### Chapter 2: Tauti
El 13 de junio de 2012 se lanzó en América una actualización llamada Tauti.

#### Glory Days
El 24 de octubre de 2012 se lanzó en América una actualización llamada Glory Days.

### Chapter 3: Lindvior
El 29 de mayo de 2013 fue lanzada una actualización para los clientes en Norteamérica llamada Lindvior.off
Aparece un Dragon que aniquila todo.

## Saga 4: Epic Tales of Aden
NCSoft publicó recientemente un adelanto de la nueva raza que se espera que esté disponible en los servidores americanos y europeos el próximo año, como parte del décimo aniversario de Lineage 2. La nueva crónica, Epic Tale of Aden, se estrenó a los servidores coreanos de Lineage 2 el 27 de noviembre de 2013 con el primer capítulo llamado "Strangers from another Dimension".
La característica más importante será la nueva raza que fue vista por primera vez en los servidores de Corea durante un evento meses atrás, las Ertheias.

### Episode 1 - Strangers from another Dimension - Ertheia
El 27 de noviembre de 2013 se lanzó esta expansión trayendo como novedad a la nueva raza de las Ertheias.

## Episode 1: Valiance/Epeisodion
El 11 de diciembre de 2014 fue lanzada una actualización para los clientes en Norteamérica y Europa llamada: Valiance/Epeisodion.

### Episode 2 - Infinite Odyssey - The Grey Shadow
Esta expansión trae como novedad los sets Odyssey y aumentando el nivel máximo a 101.

### Episode 2 - Infinite Odyssey - New Guardian of Astatine
Esta expansión trae como novedad al nuevo Raid Boss Kelvim y sus respectivas armas del mismo Raid Boss y nuevas Skills que se aprenden en los niveles 99, 100 y 101. También se puede contar con los nuevos Superior Giant's Codex que permiten Enchantar las skills +20.
En esta expansión los poderes pasivos ya no son encantables para ningún tipo de clase, en lugar de esto si un jugador tenía
un skill pasivo encantado a +1 se le daba a cambio un Immortal Scroll el cual sirve para encantar 100% seguro el skill que se desee
seguramente un activo.

### Episode 2.5 - Infinite Odyssey - Hymn of the Soul
Esta expansión salió el 15 de abril de 2015. Trae como novedad la nueva ciudad llamada Gainak Basement, el tercer SA en la armas, los Iss Enchanter pueden llevar ropa Heavy y Light, Los enchanters reciben nueva Skill llamada Holy Barrier, Skills en nivel 101 para Iss Sword Muse y Iss Spectral Dancer llamadas Song of Wisdom y Dance of Assault, Nueva instancia llamada “Mystic Tavern” con 3 bosses aleatorios: Freya, Tauti y Kelvim, y nuevos sets R99 - Grade(Kelvim, Tauti, Freya). Acompañado de muchas nuevas Quest y los requisitos para entrar a Hellbound han sido removidos.

### Episode 2.5 - Infinite Odyssey - Will of the Ancients
El miércoles 17 de junio una nueva actualización fue agregada al servidor oficial coreano, llamada Will of the Ancients.
Entre los cambios nuevos tenemos: Giant's Cave ahora es zona para niveles 100 o superior. Consta de dos partes, parte alta y parte baja.
- La parte alta es para niveles 100-101 para solear
- La parte baja es para niveles 100-102 para partys
- Nuevo Raid Boss Mimir
- 7 Nuevas Quest:
  - For the truly independent
  - The Kamael's fragmentation
  - The Giants' Evolution
  - Energy, plan for interruptions in the supply
  - Jersey plans Mimir
  - Extract of brightness powder
  - Giants from room of restauration
- Nuevas Skills Pasivas
- Cambios en Skills

## Mitología
Mitológicamente, en el mundo de Lineage II, Gracia existe al igual que los reinos Aden y Elmore (los cuales se habían unido como Elmoreden) desde hace mucho tiempo, sólo que los desarrolladores decidieron no incluir este reino en el juego sino hasta futuras actualizaciones como la próxima, esto se evidencia en La Leyenda de Lineage II. Este es un mito donde narran la “verdadera historia de la creación”, de la vida y las razas, así como también los momentos más importantes en la historia de un mundo lleno de guerras por la dominación de los reinos. Esta historia es narrada por un misterioso viajero a un grupo de guerreros en un pequeño campamento que terminaron cautivados ante la historia muy diferente a la que ellos habían escuchado sobre los dioses.
En el capítulo XIII  se describe a Gracia como un continente que seguía sumido en confusión. Donde ningún poder había logrado unificarla como nación y pequeños reinos reclamaban para sí diferentes zonas del continente, librando batallas entre sí por la dominación.
El reino de Elmoreden había decidido tratar de conquistar el continente librando batallas que obligaron a los reinos a unificarse para resistir la dominación. Al final, el ataque de Elmoreden fue repelido teniendo como consecuencia la unificación de Gracia como Reino continental, dicho reino también fue llamado Perios.
Del capítulo XVIII al XX se describe el duro momento por el cual pasaba Elmoreden luego de que con anteriores ataques había logrado dominar la zona sur de Gracia, el reino se encontraba dividido nuevamente y tiempo después los continentes Aden y Elmore se disolvieron librándose muchas batallas a través del tiempo, lo cual sirvió para que Gracia se unificara y fortaleciere nuevamente. Al final de la historia Aden, Elmore y Gracia entraron en un periodo difícil de paz el cual se mantiene hasta ahora.

## Componentes del juego
Básicamente existen seis formas de obtener bonificaciones en forma de objetos o de experiencia dentro del juego:
- Realizar una 'Quest' o misión de forma exitosa.
- Matar monstruos y recoger sus drops.
- Tener la suerte de encontrar objetos que alguien ha dropeado o abandonado.
- Participar en eventos en los cuales según tu puntuación o posición final puedes ser recompensado.
- Fabricar objetos tales como armas o armaduras a partir de diferentes materiales (solo disponible para la raza de los enanos).
- Comprar los objetos con el dinero (adena) acumulado.

### Objetos
Cada vez que se realiza una de las dos operaciones, el personaje jugador puede obtener para su beneficio propio objetos que pueda usar en su profesión, a la vez que crecer en cuanto a habilidades y experiencia. Los objetos que puede obtener un personaje jugador son muy variados, existiendo la particularidad de obtener objetos completos como pueden ser armaduras, cascos, armas, botas, guantes, etc. e incluso fragmentos de los mismos o materiales que sirvan como base para la construcción de estos. Un atractivo del juego reside en que se pueden conseguir recetas (recipes) que indican los pasos y los materiales concretos que son necesarios para construir un objeto completo. Estas recetas solo pueden ser utilizadas por una clase de jugador concreta los "dwarves" o enanos, que eligen ser "artisans" (artesanos), para así poder crear el objeto correspondiente a la receta.
Todos los objetos que constituyen armas y armaduras son clasificados mediante grados que determinan la calidad de efectividad de los mismos.
Así pues, podemos encontrarnos objetos de diversos grados los cuales son, en orden creciente de importancia:
- Sin Grado (niveles del 1-19)
- Grado D (20-39)
- Grado C (40-51)
- Grado B (52-60)
- Grado A (61-75)
- Grado S (76-79)
- Grado S80 (80-83)
- Grado S84 (84)  En Goddess of Destruction en adelante se quitó el grado S84 quedando el S y S80.
- Grado R (85-94)
- Grado R95 (95-98)
- Grado R99 (99-104)
- Grado R105 (105 en adelante)

En diciembre de 2011 con GODDESS OF DESTRUCTION lo grado R se puede conseguir dando "Mentor" a personajes de nivel menor a 85 (una novedad del juego)
Existen otros objetos especiales, llamados cristales, que son utilizados por los personajes para conseguir otros objetos de mayor grado y calidad o para consumirlos en lo que se conoce con el nombre de invocaciones. Ciertos personajes pueden invocar monstruos o animales que les ayudan en el juego, para lo cual necesitan cristales para la supervivencia de los mismos ya que estas criaturas invocadas los consumen. Estos cristales son necesarios también para poder fabricar objetos de un grado determinado (al igual que con las armas y armaduras, existen cristales de diferentes grados) y para poder obtener otros objetos importantísimos del juego que sirven para incrementar el poder de ataque, tanto físico como mental de un jugador. Estos objetos se llaman spiritshots, "blessed spiritshots" y soulshots y tienen dos funciones, incrementar el daño en un ataque físico e incrementar el daño en un ataque provocado por la formulación de un hechizo. Son conocidos por sus siglas SS seguidos del grado al que pertenecen, pudiendo ser de dos formas, normales y bendecidos en cuyo caso serán Blessed Spiritshots (BSS). Así pues, para armas de grado C tendremos SSC o BSSC. El daño suele ser el doble del base aunque va en función del arma que se esté utilizando. Para poder utilizar estos estimulantes hay que conocer el grado del arma empleada, y en función de este, utilizar SS del mismo grado.
Otros objetos menos comunes dentro del juego son los "Scroll" o pergaminos. Existen varios como los "Scroll of Escape"(denominados SOE), que sirven para teletransportar a un PJ (Personaje Jugador) hacia la ciudad más cercana; los "Scroll of Resurrection"(denominados SOR) que se utilizan para revivir a un compañero caído.
Dentro de los "Scroll" también están los "Blessed Scrolls", en el caso de los scroll de escape son instantáneos (no demoran en su conjuro) y los blessed scrolls de resurrección que hacen que el jugador que se ha revivido no pierda experiencia.
También existen diferentes objetos que aumentan la eficacia de las armas y armaduras. Un ejemplo de esto son los pergaminos de encantamiento ("Scroll: Enchant Weapon/Armor") que aumenta el daño de un arma o la defensa de una armadura, se pueden utilizar a varios niveles de encantamiento como +1, +2, +3; incluso aún más, pero a partir del tercer encantamiento (el cuarto en el caso de armaduras completas, que no estén compuestas por chaqueta y pantalón) existe la probabilidad de que se "cristalice" dejando al jugador una cierta cantidad de cristales en lugar del arma. También existen los "Blessed Scroll: Enchant Weapon/Armor" que como penalidad si el encantamiento resulta fallido, en vez de convertir el arma/armadura en cristales, le quita los encantamientos anteriores, o sea que un arma +3 si falla se convierte en +0.
También se debe conseguir lo que se conoce dentro del juego como Adena, que constituyen la moneda del juego. Lo que es necesario para poder comprar toda clase de cosas, como pociones de HP, CP o MP. El PJ tiene 4 barras en la pantalla, arriba a la izquierda: la primera, en amarillo, es la barra de Puntos de Combate (CP: Combat Points) que solo durante una lucha contra otro PJ (PvP) puede ser afectada. La 2.ª, en rojo, es la de HP (Health points, «puntos de salud»). La tercera barra, en azul, es la de MP (Mana Points), que es la relacionada con la magia y las habilidades físicas; cada hechizo o skill tiene asignado una cierta cantidad de MP que es requerido para poder ser realizado, por lo que se va gastando. Por último esta la barra de Experiencia (Exp), en gris, que se va llenando a medida que el jugador avanza en el juego; por cada monstruo (Mob) que el PJ mata se le es asignado una cierta cantidad de Exp. Cuando la Exp llega al 100 % el PJ sube de nivel y la barra vuelve a 0.
Todos los objetos que un jugador puede obtener puede destinarlos a su venta en las tiendas o armerías situadas en las poblaciones (o incluso a otros jugadores), de tal modo que pueda obtener adena para comprar otros objetos.

### Elementos
Existen objetos en el juego con los que se puede mejorar un arma o armadura dándole ataque en un elemento o defensa contra un elemento. Esto se agregó a partir de Hellbound. En la trama del juego no se puede cazar o subir de nivel rápido sin elemento. ¿Por qué? Porque los mobs tienden a ser débiles o fuertes contra un elemento dependiendo que elemento usen ellos.
Existen 6 tipos de elementos:
Holy, Dark, Fire, Water, Earth, Wind.
Para elementar sus objetos es necesario conseguir los ítems que nos otorgan dichos elementos.
- Stones: Son las piedras que ayudan a subir el elemento hasta lvl 6(60 en armaduras y 150 en armas). Existen las Dark Stone, Holy Stone, Fire Stone, Water Stone, Earth Stone y Wind Stone.

- Crystals: Son los cristales que ayudan a subir el elemento hasta lvl 7(120 en armaduras y 300 en armas). Existen los Dark Crystal, Holy Crystal, Fire Crystal, Water Crystal, Earth Crystal y Wind Crystal.

(Lo siguiente es una invención de L2J, no existe en servidores oficiales)
- Jewels: Son las joyas que ayudan a subir el elemento hasta lvl 9(180 en armaduras y 450 en armas). Existen las Dark Jewel, Holy Jewel, Fire Jewel, Water Jewel, Earth Jewel y Wind Jewel.

- Energies: Son las energías que ayudan a subir el elemento hasta lvl 12(300 en armaduras y 600 en armas). Existen las Dark Energy, Holy Energy, Fire Energy, Water Energy, Earth Energy y Wind Energy.

### Cintos
Existen distintos tipos de cinturones(Belts) que incrementan las stats del jugador que lo lleva. Aquí una lista de ellos:
- Rising Belt: Este Belt es No - Grade, 25 P. Def.. Increases weight by 12800 and the number of inventory slots by 12. Puede ser usado solo si la Main y Dualclass son 87+.

- Blaze Belt: Este Belt es No - Grade, 25 P. Def.. Increases weight by 12800 and the number of inventory slots by 18. Puede ser usado solo si la Main y Dualclass son 92+.

- Cloth Belt: Este Belt es C - Grade y se puede obtener en 8 maneras distintas dependiendo si es Pouch(Que permite Slots) o Pin(Que permite Peso). En este estado solo nos brinda 10 P. Def.. En las siguientes maneras nos brinda aún más cosas:

- Low-Grade Magic Pouch Cloth Belt: 10 P. Def. Inventory Slots +9.

- Standard Magic Pouch Cloth Belt: 10 P. Def. Inventory Slots +12.

- Hihg-Grade Magic Pouch Cloth Belt: 10 P. Def. Inventory Slots +15.

- Top-Grade Magic Pouch Cloth Belt: 10 P. Def. Inventory Slots +18.

- Low-Grade Magic Pin Cloth Belt:  10 P. Def. Weight +3000.

- Low-Grade Magic Pin Cloth Belt:  10 P. Def. Weight +4000.

- Low-Grade Magic Pin Cloth Belt: 10 P. Def. Weight +5000.

- Low-Grade Magic Pin Cloth Belt: 10 P. Def. Weight +6000.

- Leather Belt: Este Belt es B - Grade y se puede obtener en 8 maneras distintas dependiendo si es Pouch(Que permite Slots) o Pin(Que permite Peso). En este estado solo nos brinda 11 P. Def.. En las siguientes maneras nos brinda aún más cosas:

- Low-Grade Magic Pouch Leather Belt: 11 P. Def. Inventory Slots +15.

- Standard Magic Pouch Leather Belt: 11 P. Def. Inventory Slots +18.

- Hihg-Grade Magic Pouch Leather Belt: 11 P. Def. Inventory Slots +21.

- Top-Grade Magic Pouch Leather Belt: 11 P. Def. Inventory Slots +24.

- Low-Grade Magic Pin Leather Belt:  11 P. Def. Weight +5000.

- Low-Grade Magic Pin Leather Belt:  11 P. Def. Weight +6000.

- Low-Grade Magic Pin Leather Belt: 11 P. Def. Weight +7000.

- Low-Grade Magic Pin Leather Belt: 11 P. Def. Weight +8000.

- Belt of Insolence: Este Belt es B - Grade, 11 P. Def.

- Iron Belt: Este Belt es A - Grade y se puede obtener en 16 maneras distintas dependiendo si es Pouch(Que permite Slots) o Pin(Que permite Peso) Rune Clip(Stats) Ornament(Stats). En este estado solo nos brinda 12 P. Def.. En las siguientes maneras nos brinda aún más cosas:

- Low-Grade Magic Pouch Iron Belt: 12 P. Def. Inventory Slots +21.

- Standard Magic Pouch Iron Belt: 12 P. Def. Inventory Slots +24.

- Hihg-Grade Magic Pouch Iron Belt: 12 P. Def. Inventory Slots +27.

- Top-Grade Magic Pouch Iron Belt: 12 P. Def. Inventory Slots +30.

- Low-Grade Magic Pin Iron Belt:  12 P. Def. Weight +7000.

- Low-Grade Magic Pin Iron Belt:  12 P. Def. Weight +8000.

- Low-Grade Magic Pin Iron Belt: 12 P. Def. Weight +9000.

- Low-Grade Magic Pin Iron Belt: 12 P. Def. Weight +10000.

- Low-Grade Magic Rune Clip Iron Belt: 12 P. Def. Increases MP Recovery Rate.

- Standard Magic Rune Clip Iron Belt: 12 P. Def. Increases HP Recovery Rate.

- Hihg-Grade Magic Rune Clip Iron Belt: 12 P. Def. Increases MP Recovery Rate.

- Top-Grade Magic Rune Clip Iron Belt: 12 P. Def. Increases MP Recovery Rate.

- Low-Grade Magic Ornament Iron Belt:  12 P. Def. Increases PvP defense against physical and skill attacks.

- Low-Grade Magic Ornament Iron Belt:  12 P. Def. Increases PvP defense against physical and skill attacks.

- Low-Grade Magic Ornament Iron Belt: 12 P. Def. Increases PvP defense against physical and skill attacks.

- Low-Grade Magic Ornament Iron Belt: 12 P. Def. Increases PvP defense against physical and skill attacks.

- Mithril Belt: Este Belt es S - Grade y se puede obtener en 16 maneras distintas dependiendo si es Pouch(Que permite Slots) o Pin(Que permite Peso) Rune Clip(Stats) Ornament(Stats). En este estado solo nos brinda 14 P. Def.. En las siguientes maneras nos brinda aún más cosas:

- Low-Grade Magic Pouch Mithril Belt: 14 P. Def. Inventory Slots +27.

- Standard Magic Pouch Mithril Belt: 14 P. Def. Inventory Slots +30.

- Hihg-Grade Magic Pouch Mithril Belt: 14 P. Def. Inventory Slots +33.

- Top-Grade Magic Pouch Mithril Belt: 14 P. Def. Inventory Slots +36.

- Low-Grade Magic Pin Mithril Belt:  14 P. Def. Weight +9000.

- Low-Grade Magic Pin Mithril Belt:  14 P. Def. Weight +10000.

- Low-Grade Magic Pin Mithril Belt: 14 P. Def. Weight +11000.

- Low-Grade Magic Pin Mithril Belt: 14 P. Def. Weight +12000.

- Low-Grade Magic Rune Clip Mithril Belt: 14 P. Def. Increases MP Recovery Rate.

- Standard Magic Rune Clip Mithril Belt: 14 P. Def. Increases HP Recovery Rate.

- Hihg-Grade Magic Rune Clip Mithril Belt: 14 P. Def. Increases MP Recovery Rate.

- Top-Grade Magic Rune Clip Mithril Belt: 14 P. Def. Increases MP Recovery Rate.

- Low-Grade Magic Ornament Mithril Belt:  14 P. Def. Increases PvP defense against physical and skill attacks.

- Low-Grade Magic Ornament Mithril Belt:  14 P. Def. Increases PvP defense against physical and skill attacks.

- Low-Grade Magic Ornament Mithril Belt: 14 P. Def. Increases PvP defense against physical and skill attacks.

- Low-Grade Magic Ornament Mithril Belt: 14 P. Def. Increases PvP defense against physical and skill attacks.

- Mysterious Belt: Este Belt es S - Grade, 50 P. Def. Objeto adquirido después de ganar The Ceremony of Chaos Tournament en The Mysterious Mansion. Increases Max HP, MP, and CP by 500, PvP damage by 6%, and Damage Reflect Resistance by 5%. Decreases damage received during PvP by 7%.

- Inmortal Belt: Este Belt es R - Grade, 19 P. Def. Se le puede poner la función Magic Ornament.

- Twilight Belt: Este Belt es R - Grade, 21 P. Def. Se le puede poner la función Magic Ornament.

- Tiat's Belt: Este Belt es R - Grade, 25 P. Def. Belt instilled with Tiat's power. Max HP/CP +398, Max MP +176, weight gauge +12800, additional damage +5%, inventory slot +18. Received damage - 6%.

- Nurka's Belt: Este Belt es R - Grade, 25 P. Def. Belt que contiene el poder de Bloody Lord Nurka of the Fortress of Resistance. Increases damage by 5% and decreases received damage by 5%. Increases weight by 12800 and the number of inventory slots by 18.

- Lidia's Belt: Este Belt es R - Grade, 25 P. Def. Belt que contiene el poder de Lidia von Hellmann of the Fortress of the Dead. Increases damage by 5% and decreases received damage by 5%. Increases weight by 12800 and the number of inventory slots by 18.

- Ekimu's Belt: Este Belt es R - Grade, 25 P. Def. Belt instilled with Ekimus' power. Max HP/CP +398, Max MP +176, weight gauge +12800, additional damage +5%, inventory slot +18. Received damage - 6%.

- Ekimu's Belt: Este Belt es R - Grade, 25 P. Def. Belt que contiene el poder de Gustav of the Devastated Castle. Increases damage by 5% and decreases received damage by 5%. Increases weight by 12800 and the number of inventory slots by 18.

- Octavis' Belt: Este Belt es R - Grade, 32 P. Def. MP Recovery increase, increased weight by 13000.

- Istina's Belt: Este Belt es R - Grade, 32 P. Def. HP Recovery increases, item slot +6.

- Ruler's Authority: Este Belt es R - Grade, 50 P. Def. Objeto dado al ganador de The Ceremony of Chaos que toma lugar en The Mysterious Mansion. When equipped, increases Max HP, MP, and CP by 1000, weight by 25600, and damage by 8%. Decreases received damage by 9% and Damage Reflect Resistance by 5%. Increases the number of inventory slots by 36, and Attribute Resistance by 15.

- Seraph Belt: Este Belt es R95 - Grade, 23 P. Def. Se le puede poner la función Magic Ornament.

- Eternal Belt: Este Belt es R99 - Grade, 24 P. Def. Se le puede poner la función Magic Ornament.

### Joyas Épicas
Las épicas son joyas que se consiguen matando Raid épicos, estas dan al jugador bonificaciones al personaje mientras las lleve equipada.
Las épicas son las siguientes:
- Ring of Queen Ant:  MP +21, Poison Resistance +30%, Poison Atk. Rate +30%, increases Accuracy, increases P. Critical Damage, Hold Resistance +20%, and Hold Atk. Rate +20%. When two identical rings are equipped, the effect of only one ring will be applied. Se consigue matando al Raid Boss Queen Ant ubicado en Ant Nest. Es grado B.

- Frintezza's Necklace: MP +42, Sleep/Paralysis/Stun Resistance +15%, Sleep/Paralysis/Stun Attack Rate +15%, Poison/Bleed Resistance +25%, Poison /Bleed Attack Rate +25%. Decreases skill cooldown. Damage Reflect effect. Increases Dark Resistance. Se consigue matando al Raid Boss Scarlet Van Halisha ubicado en Imperial Tomb. Es grado A.

- Ring of Baium: MP +21, Poison Resistance +40%, Poison Atk. Rate +40%, Hold Resistance +30%, Hold Atk. Rate +30%, increases Accuracy, P. Critical Damage, Atk. Spd. and Casting Spd. When two identical rings are equipped, the effect of only one ring will be applied. Se consigue matando al Raid Boss Baium ubicado en Tower of Insolence. Es grado S.

- Beleth's Ring: MP +38, HP +105, M. Def. +12%, increases Mental Attack Resistance by 10, increases abnormal Mental state Attack Rate by 10, increases MP cooldown power by 0.23. Increases Dark Resistance by 30. Effect does not stack. Se consigue matando a Raid Boss Beleth ubicado en Hellbound. es grado S.

- Ring of Core: MP +21, Poison Resistance +20%, Poison Atk. Rate +20%. Increases Accuracy. When equipped with two identical rings, the effect of only one ring will be applied. Se consigue matando al Raid Boss Core ubicado en Cruma Tower. Es grado A.

- Zaken's Earring: MP+31; Bleed Resistance +30%; Bleed Atk. Rate +30%; increases Heal Amount; Vampiric Rage Effect; Stun/Mental Attack Resistance +20%; Stun/Mental Atk. Rate +20%. When equipped with two identical earrings, only one effect is applied. When equipped together with Blessed Zaken's Earring, only the effect of Zaken's Earring will be applied. Se consigue matando al Raid Boss Zaken (Night/Day) en Cavern of Pirate Captain (Nightmare/Daydream. Es grado S.

- Blessed Zaken's Earring: MP+37, Bleed Resistance +30%, Bleed Atk. Rate +30%, Heal Amount +15%, Vampiric Rage Effect, Stun/Mental Attack Resistance +30%, Stun/Mental Atk. Rate +30%, and Dark Resistance +15. Only one effect is applied even when the same two earrings are worn. If it is equipped together with a standard Zaken's Earring, only the effect of Blessed Zaken's Earring will be applied. Se consigue matando al Raid Boss Zaken (lvl 83) en Cavern of Pirate Captain. Es grado S80.

- Freya Necklace: Water Resistance +10, Bleed Resistance +20%, Paralysis/Stun/Sleep Resistance +15%, magic skill cooldown - 5%. Reflect 4% of damage, Max MP +50, MP Regeneration +0.23, Mental Attack Resistance +10%. Se consigue matando al Raid Boss Ice Queen Freya (Common) en Ice Queen's Castle (Freya). Es grado S80.

- Istina Ring: MP +37, Accuracy +3, Critical +54.4, Water Resistance +20. Only one effect is applied when two of the same Ring are equipped. Se consigue matando al Raid Boss Queen of Annihilation Istina (Common: lvl 94/ Extreme: lvl 99) en Seed of Annihilation. Es grado R.

- Istina Earring: MP +56, Stun Resistance +30%, Shock attack +30%, Vampiric Rage, Wind Resistance. Only one effect is applied when two of the same Earring are equipped.  Se consigue matando al Raid Boss Queen of Annihilation Istina (Common: lvl 94/ Extreme: lvl 99) en Seed of Annihilation. Es grado R.

- Istina Necklace: MP +74, Holy Resistance +35, skill cooldown decrease, Damage Reflect effect. Se consigue matando al Raid Boss Queen of Annihilation Istina (Common: lvl 94/ Extreme: lvl 99) en Seed of Annihilation. Es grado R.

- Octavis' Ring: MP +37, increases P. Critical Damage, Fire Resistance +20. Only one effect is applied when two of the same Ring are equipped. Se consigue matando al Raid Boss Octavis (Common: lvl 98/ Extreme: lvl 99) en Orbis of temple. Es grado R.

- Octavis' Earring: MP +56, Hold/Sleep Resistance +40%, hold/Sleep attack +40%, Earth Resistance 30. Only one effect is applied when two of the same Earring are equipped. Se consigue matando al Raid Boss Octavis (Common: lvl 98/ Extreme: lvl 99) en Orbis of temple. Es grado R.

- Octavis' Necklace: MP +74, Dark Resistance +35, P. Skill Power increase. Se consigue matando al Raid Boss Octavis (Common: lvl 98/ Extreme: lvl 99) en Orbis of temple. Es grado R.

- Earth Wyrm Heart Ring: MP +38, increases Physical Attack Resistance, Mental Attack Resistance, MP Recovery Rate, P. Critical Damage, and Accuracy. Poison Resistance +50%, Poison Atk. Rate +50%, Knock Back, Knock Down, Pulling Resistance +20, Atk. Spd., Casting Spd., and Wind/Water Resistance. Can use skills that affect party members' Atk. Spd., Casting Spd., and Vampiric Rage. Can use Poison removal. Only one effect is applied when two of the same ring are equipped. Se consigue matando al Raid Boss Hell's Gate Earth Wyrm Trasken en Battle with Earth Wyrm Trasken. Es grado R.

- Tauti's Ring: Tauti's Ring. Fire/Dark Resistance +25, MP +38, Critical Damage +15%, Skill Power +5%, PvP damage +5%, Paralysis/Binding/Banishment Resistance +10, Damage Reflect Resistance +5, Absorption Resistance +5, received PvP damage - 5%, and critical +54 when a blunt is equipped. Even if you wear two identical rings, only the effects of one apply (excluding attributes/M. Def.). Se consigue matando al Raid Boss Tauti (General/Extreme) en Instance Zone: Tauti. Es grado R.

- Antharas' Earring: MP +37, Bleed Resistance +40%, Bleed Atk. Rate +40%, Vampiric Rage Effect, Stun/Mental Attack Resistance +30%, Stun/Mental Atk. Rate +30%, decreases MP consumption. Increases Heal Amount and Earth Resistance. Only one effect is applied when two of the same earrings are equipped. Se consigue matando al Raid Boss Land Dragon Antharas en Nest of Antharas. Es grado S.

- Valakas' Neclace: MP +50, Sleep Resistance +40%, Sleep Attack Rate +40%, HP +445. Decreases skill cooldown. Increases P. Atk. and M. Atk. Wild Magic Effect and Damage Reflect effect. Increases Fire Resistance. Se consigue matando al Raid Boss Fire Dragon Valakas en Valakas Lair. Es grado S.

- Lindvior's Earring: MP +59, Petrification and Resistance to it +50%, Knock Back/Knock Down and Resistance to it +40%, Pulling and Resistance to it +40%, P. Critical Damage +10%, M. Critical Damage +10%, P./M. Abnormal Status Reflection +10%. Reflect damage magic back to the attacker with the probability of 10%. Movement Speed +5, DEX +3, and WIT +3. Increases Wind/Dark Resistance. Enables the skill of cancelling Knock Back/Knock Down and increases Knock Back/Knock Down Resistance to 100% instantly. When two identical earrings are equipped, only one effect is applied. Se consigue matando al Raid Boss Wind Dragon Lindvior en Altar of Sacrifice. Es grado R.

### Accesorios épicos Mejorados
- Blessed Freya Necklace: Water Resistance +15, Bleed Resistance +25%, Paralysis/Stun/Sleep Resistance +20%, magic skill cooldown - 5%. Reflect 4% of damage, Max MP +50, MP Regeneration +0.46, Mental Attack Resistance +10%, caster heal capacity +15.6, MEN +2, CON +1, STR - 1, magic MP consumption - 5%. Se consigue combinando Bottle of Freya's Soul con Freya Necklace en Ice Merchant Cabin. Es grado S80.

- Blessed Antharas' Earring: MP +59, Bleed Resistance +50%, Bleed Atk. Rate +50%. Increases Heal Amount, Vampiric Rage Effect, Stun/Mental Attack Resistance +40%, Stun/Mental Atk. Rate +40%. Decreases physical/magic skill MP consumption. Increases Earth/Holy defense. CON +3, MEN +3. Increases P. Def. and M. Def. Can use Stun canceling skills. Momentarily increases Stun Resistance +100%. Only one effect is applied when two of the same earrings are equipped. Se consigue combinando Bottle of Antharas' Soul con Anthras' Earring en Ice Merchant Cabin. Es grado R.

- Blessed Valakas' Necklace: HP +625, MP +79, Sleep Resistance +50%, Sleep Rate +50%, decreased P./M. Skill cooldown, Wild Magic Effect, Damage Reflect effect, Fire Resistance +30, Dark Resistance +20, STR +3, INT +3, P. Skill Power +5%, P. Atk. +10%, M. Atk. +20%, can use hold canceling skills, and momentarily increases Hold Resistance by 100%. Se consigue combinando Bottle of Valakas' Soul con Valakas' Necklace en Ice Merchant Cabin. Es grado R.

- Baium's Soul Ring: MP +31, Shock/Hold/Mental Resistance +25%, Shock/Hold/Mental Attack Rate +25%, P./M. Critical Damage +15%, Atk./Casting Spd. +5%, and P./M. Accuracy +4. Wearing two of these rings will give you the effect of wearing one. Se consigue combinando Bottle of Baium's Soul con Baium's Ring en Ice Merchant Cabin. Es grado R.

- Frintezza's Soul Necklace: MP +62, Poison/Bleed/Shock/Hold/Paralysis Resistance +20%, Poison/Bleed/Shock/Hold/Paralysis Attack Rate +20%, Skill Cooldown - 10%, Damage Reflection +5%, and Speed +5. Se consigue combinando Bottle of Frintezza's Soul con Frintezza's Necklace en Ice MErchant Cabin. Es grado R.

- Queen Ant's Soul Ring: Ring containing Queen Ant's soul. MP +31, Stun/Poison/Bleed Resistance +25%, Stun/Poison/Bleed Attack Rate +20%, P./M. Critical Damage +15%, P./M. Critical Rate +20, and P./M. Accuracy +4. Wearing two of these rings will give you the effect of wearing one. Se consigue combinando Bottle of Queen Ant's Soul con Queen Ant's Ring en Ice MErchant Cabin. Es grado R.

### Habilidades
Por otra parte, en relación a las habilidades del personaje jugador, este conseguirá puntos de experiencia y SP's (Skill Points o Puntos de técnica). La única forma de conseguir los SP's es matando los PNJ (personajes no jugadores), más conocidos como los enemigos del juego o monstruos. Los puntos de experiencia sirven para poder avanzar entre los distintos niveles de habilidad de un jugador. Cada vez que un personaje sube cierta cantidad de niveles de experiencia, en general cada cuatro o cinco niveles, este puede entrenar habilidades nuevas o ya conocidas para obtener un nivel de adiestramiento o conocimiento mayor. Es en este momento en el que entran en juego los SP's obtenidos por el mismo, ya que entrenar habilidades se traduce en el gasto de SP. Cuantos más SP se tengan, mayor número de habilidades se podrán entrenar. El coste de las habilidades en SP depende del nivel que se quiera entrenar (cuanto mayor nivel mayor cantidad de SP habrá que emplear). También hay que tener en cuenta que ciertas habilidades necesitan de objetos adicionales para poder entrenarlas (libros).Como pueden ser las habilidades basadas en formulación de hechizos.

### Mascotas
Si un jugador lo desea, puede tener una mascota propia para que lo acompañe. Estas pueden ser obtenidas de dos formas: completar una quest o recibir el objeto que invoca la mascota desde otro jugador.
Dependiendo el nivel del pj, se puede realzar la quest correspondiente a cada mascota.
- Baby Pets: son bastante fáciles de conseguir, el único requerimiento es ser nivel 24. Puede elegirse entre tres quest, que finalmente se obtendrá como recompensa un baby kookaburra, baby búfalo o baby tigre.

- Lobo:Un lobo es una mascota que puede ser obtenida por un personaje de bajo nivel. Los lobos tienen gran agilidad pero, debido a su poca fuerza física, su amo debe cuidar bien de ellos mientras tengan un nivel bajo, con el fin de que no mueran.

- Great Wolf: Para conseguir el Great Wolf o Black Wolf debes tener primero un Wolf.El Wolf se consigue mediante una sencilla quest indicada a continuación: Get A Pet. Al finalizar la Quest recibirás un lobo lvl 15.

Cuando el lobo llega al nivel 55, uno debe ir a un Pet Manager con el lobo en tu inventario y elegir la opción:
-Envolve pet -> Envolve my Wolf into a Great Wolf.
El Great Wolf puede aprender nuevas habilidades y también nuevos skins.
- Fenrir:  Una vez que el Great Wolf llega al nivel 70 puede convertirse en Fenrir.

- Hatchling: Un hatchling tiene la apariencia de un pequeño dragón, y puede ser evolucionado hasta convertirlo en un strider. La quest para conseguir un hatchling es mucho más difícil que la que se necesita para conseguir un lobo. A diferencia de este, un hatchling viene con varias características diferentes.
  - Hatchling of Twilight (Hatchling del Crepúsculo): El Hatchling of Twilight solamente es útil en un sentido ornamental. Por un lado, ya que su comida cuesta muy poco, es relativamente fácil de mantener. Por el otro lado, puesto que sus P. Atk. y P. Def. son bajos, no puede participar en un combate. Un Hatchling of Twilight no tiene ninguna característica especial.
  - Hatchling of Star (Hatchling de la Estrella): Se trata de un hatchling de caballeros, con una gran capacidad defensiva. Aunque su P.Atk es bajo, su P.Def. es alto y tiene una gran fuerza física. Por lo tanto, se trata del hatchling que más facilidades ofrece a la hora de subirlo de nivel. Posteriormente, una vez que haya evolucionado a strider, podrá ser utilizado con éxito en combate. Su única habilidad es Agresssion.
  - Hatchling of Wind (Hatchling del Viento): Este es un hatchling más orientado al ataque, con un mayor P.Atk. Sin embargo, debido a su poca fuerza física y P.Def., es bastante difícil subirlo de nivel. Ya que está diseñado como una mascota de ataque, si lo equipas con armas será altamente efectivo. Su única habilidad es Power Strike.

- Strider: Una vez que haya alcanzado el nivel 55, un hatchling puede evolucionar a strider mediante una quest. Para obtener información acerca de cómo conseguir un strider, habla con Wiseman Cronos, en Hunters Village.

- Wyvern: El señor de un castillo puede volar sobre un wyvern libremente. Los wyverns solamente pueden ser montados si se habla con los Wyvern Managers que se encuentran en las plantas superiores de un castillo.

- Deinonychus: Puede ser obtenido como trofeo mientras matas mobs en Primeval Isle, Deinonychus Mesozoic Stone para sacar a la mascota.

- Maguens: Hay 2 tipos de Maguens. Hay una probabilidad de obtener un Maguen en Seed of Annihilation mientras recolectas Maguen Plasma.
  - Élite Maguen: Posee Party Recall hacía Seed of Annihilation.

## Razas
Existen en el juego siete razas diferentes para elegir: los Humanos, los Elfos, los Elfos Oscuros, los Orcos, los Enanos, los Kamael y las Ertheia. Cada raza posee habilidades innatas que las diferencian de las demás, las cuales, combinadas con una clase o profesión determinada pueden convertirla en más o menos temible.
A diferencia de tratarse de razas tan diferentes, el concepto de raza en Lineage II no está tan marcado como en otros entornos virtuales o de fantasía (como puede ser en los Reinos Olvidados, o El Señor de los Anillos). De este modo lo que se conoce con el nombre de alineamiento, no está estrictamente reflejado en este mundo virtual a la forma habitual, esto es, ser de la raza orco no implica que deba tenerse alineamiento malo, ni ser elfo implica tratar a la naturaleza con respeto. Hipotéticos enemigos raciales podrán agruparse para objetivos comunes e incluso formar parte de un mismo clan.
No obstante, como ya se mencionó más arriba, existe la posibilidad de luchar contra otros jugadores, de tal forma que se pueda acabar con la vida del otro: siendo un PvP (player vs player), lo cual no significa ser PK, sino que hay en cada ciudad, la muy conocida "Arena" donde es un lugar para pelear y demostrarle al otro jugador e imponerle tus poderes, pero es un lugar preparado para eso, lo que significa que si mueres no pierdes experiencia alguna, además de que no puedes perder absolutamente ningún objeto, o siendo un PK (Player Killer). Es aquí donde entra lo que se conoce dentro del juego como karma, lo cual es un indicador de la actitud del jugador frente a otros personajes, pudiendo ser Neutral (blanco) Conflictivo (rosa) y Caótico (rojo), a esto último también se le llama "ser PK". El sistema de karma viene reflejado mediante el color con el que se muestra el nombre del personaje jugador, tratándose de color blanco si no ha golpeado ni matado a nadie últimamente cambiando al rosa si golpea a un jugador neutral (blanco) o golpea o mata a uno conflictivo (rosa) este estado se quita con el paso del tiempo para tornar al neutral, o tornando al color rojo si se mata a un jugador que se halle en estado neutral (blanco), este acto te hace ganar lo denominado "karma" que sólo puede disminuir matando monstruos o muriendo tantas veces como sea necesario.
Ser PK aunque, es indicativo del poderío del personaje, supone cierta desventaja dentro del juego, ya que en caso de resultar muerto por otro personaje jugador, el porcentaje de soltar o dropear un objeto (valioso o no) será más amplio, por lo que cualquier jugador que te vea lo más seguro es que vaya a por ti para obtener los objetos que soltarás al morir.

### Profesiones
Existen un gran número de profesiones, determinadas por la raza, y clase. Las funciones varían según la especialidad, la primera elección de un personaje es ser Místico o Luchador, y a partir de Hellbound, con la raza Kamael únicamente, se elige por el personaje Masculino o Femenino, y tras progresar en el juego ganando experiencia, llega otra elección a nivel 20, y más tarde otra al 40. El cambio a tercera profesión se realiza a nivel 76 y por último en la versión Goddess of Destruction se agregó una 4.ª profesión al nivel 85. Los cambios de profesión se realizan a través de Quest o misiones. Según sean las profesiones que se elijan y las razas a las que se pertenezca se las puede dividir en cuatro grandes categorías: Tanques (con una gran defensa se encargan de proteger a su grupo, ideales para el cuerpo a cuerpo, o Bladedancers o Swordsingers para el beneficio de sus habilidades), Buffers/Healers (sanan, resucitan y bendicen a sus compañeros, resucitas más % de experiencia con más WIT), Damage Dealers (dañan con gran potencia al enemigo físicamente, Humanos Duelist, Orcos Destroyer, recomendados para hacer Raids o entrenar en Catacumbas) y Nukers (dañan con gran potencia al enemigo mágicamente, sacan más dinero, más rápidamente, y suben más rápido de nivel).

### Awakening
Los poderosos poderes de Shilen han empezado su batalla contra la humanidad. Cuando ellos intentaron ganar la tierra de los antiguos gigantes, Ye Sagira, las ruinas caídas en Talking Island. Ahora las personas de Elmoraden pueden encontrar ahí la llave para el antiguo poder que los ayudará en su batalla. El secreto de los gigantes y antiguos héroes será mantenido. Los jugadores despertarán el poder de los antiguos héroes en ellos. Para completar el Awakening, necesitas completar la quest Seize Your Destiny.
Se aplicará el 4º cambio de profesión de la siguiente manera: Sigel Knight, Tyrr Warrior, Othell Rogue, Yul Archer, Iss Enchanter, Wynn Summoner, Aeore Healer y Feoh Wizzard.

### Humano
Los Humanos son una raza de gran diversidad y potencial. Han forjado su propio destino y ahora sobresalen de entre todas las razas del continente. Esta clase se caracteriza por ser una la de las razas más equilibradas, ya que no poseen ni la mejor ni la peor de las características, lo que le da cierta ventaja sobre sus adversarios.
- Human Fighter: Este Humano aprende habilidades de daga, arco y espada/maza básicas. Puede avanzar de profesión eligiendo entre:
  - Human Knight(20): Este Humano centrado en la defensa, tiene maestría en armadura pesada, escudo y espada/maza a una mano. Es capaz de drenar vida a su enemigo y también de curarse a sí mismo. Puede aturdir (stun) con su escudo, dejando a su enemigo sin poder realizar ningún tipo de acción durante un corto período. Puede avanzar de profesión eligiendo entre:
    - Paladin(40): Este Humano se centra en la defensa de su grupo, provocando que los enemigos le ataquen a él. Es especialista en combatir muertos vivientes (undead) y puede curarse a sí mismo y a los demás. Puede inmovilizar a sus enemigos durante un corto período evitando así que huyan. Avanza a:
      - Phoenix Knight(76): Este Humano pelea para proteger a sus compañeros más que para matar al enemigo, es capaz incluso de resucitarse a sí mismo con su habilidad "soul of phoenix".
        - Sigel Phoenix Knight(85): Por la voluntad del caos, el poder de Abelius, el El Comandante Dorado de los antiguos gigantes, se ha fusionado con el antiguo poder de la luz. La bendición de los gigantes y de la luz en él le dan el coraje de ser el escudo sin miedo del continente.

- Dark Avenger(40): Este Humano se centra en la defensa de su grupo, provocando que los enemigos le ataquen a él. Es capaz de invocar una pantera oscura para que lo auxilie en combate. Continúa desarrollando el drenaje, y otras habilidades ofensivas. Puede reflejar parte del daño físico que le sea provocado cuerpo a cuerpo. Puede inmovilizar a sus enemigos durante un corto período evitando así que huyan. Avanza a:

- Hell Knight(76): Este Humano dirige su furia hacia su enemigo, dedicándose más a matar que a proteger.

- Sigel Hell Knight(85): Por la voluntad del caos, el poder de Abelius, el El Comandante Dorado de los antiguos gigantes, se ha fusionado con el antiguo poder de la oscuridad. El más alto poder de la oscuridad le da la fuerza y voluntad de enfrentar cualquier oponente.

- Warrior(20): Este humano lleva armadura pesada y posee habilidad en lanza, espada y maza con el que puede aturdir (stun). Puede avanzar de profesión eligiendo entre:

- Warlord(40): Este Humano mejora sus habilidades con lanza, pudiendo así dañar a varios enemigos al mismo tiempo con ella. Es el único capaz de aturdir (stun) en área (a varios enemigos a la vez, si se encuentran cerca los unos de los otros y tiene una lanza). Puede detectar el punto débil de varios tipos de monstruos. Avanza a:

- Dreadnought(76): Este Humano se desenvuelve en combates contra múltiples enemigos.

- Tyrr Dreadnought(85): Por la voluntad del caos, el poder de Sapyros, el Tormentoso Líder de los antiguos gigantes, ha sido fusionado con el antiguo poder de la luz. Más que feroz que siempre, este poder es suficiente para aniquilar un grupo de enemigos en un instante.

- Gladiator(40): Este Humano es especialista en uso de espadas duales y puede aturdir (stun) usando armas tipo maza. Puede detectar el punto débil de varios tipos de monstruos. Avanza a:

- Duelist(76): Este Humano es el guerrero más poderoso, ya que con su skill Sonic Storm puede dañar a varios a la vez, su skill más poderosa es el Triple Sonic Slash. Ha alcanzado el perfecto manejo de las espadas duales.

- Tyrr Duelist(85): Por la voluntad del caos, el poder de Sapyros, el Tormentoso Líder de los antiguos gigantes, ha sido fusionado con el antiguo poder de la luz. Este poder se disuelve en dos espadas, dando velocidad y fuerza para dar al Tyrr Duelist la mejor mano en la batalla.

- Rogue(20): Este Humano es un hábil luchador dedicado al uso de la daga y el arco. Lleva ropa ligera, pero provoca un gran daño. Puede avanzar de profesión eligiendo entre:

- Treasure Hunter(40): Este Humano es especialista en apuñalar a sus enemigos, acabando con ellos en muy poco tiempo, es el Humano Luchador que más daño hace. Puede desplazarse sigilosamente para que los enemigos agresivos no noten su presencia, hacerse el muerto y engañar a sus adversarios mediante 'trick' (habilidad que provoca que el enemigo pierda de vista al objetivo que tenía fijado). Avanza a:

- Adventurer(76): Estos Humanos pueden identificar y tomar ventaja de las debilidades de sus enemigos con total precisión.

- Othell Adventurer(85): Por el poder del caos, el poder de Ashagen, el más grande Asesinos de los gigantes, ha sido fusionado con el antiguo poder de la luz y el viento. Este poder permite un rápidos y tempestuosos ataques.

- Hawkeye(40): Este Humano arquero de moderada defensa posee el mejor aguante y la peor velocidad. Puede aturdir (stun) usando su arco y subir su P.Attack y Critical mediante la skill Snipe. Avanza a:

- Sagittarius(76): Este Humano arquero ha perfeccionado sus habilidades convirtiéndose en peligroso enemigo de personajes con baja defensa física.

-  Yul Sagittarius(85): Por la voluntad del caos, el poder de Cranigg, el antiguo Héroe gigante con el tercer ojo, Se ha fusionado con el antiguo poder de la luz. Los Sagittarius ahora pueden atravesar no solamente el cuerpo, sino también el alma de un oponente como resultado.

- Human Mystic: Este Humano usa ropa de baja defensa, aprende magia básica ofensiva, de apoyo y de recuperación. Puede avanzar de profesión eligiendo entre:
  - Human Wizard(20): Este Humano que utiliza magia ofensiva. Su velocidad conjurando la magia es superior a los Elfos Oscuros, pero inferior a los Elfos, y su daño es superior a los Elfos e inferior a los Elfos oscuros. Puede avanzar de profesión eligiendo entre:
    - Sorcerer/ss(40): Este humano posee de magia ofensiva, su elemento principal es el fuego, y posee numerosas magias en área (que hacen daño a múltiples enemigos). Avanza a:
      - Archmage(76): Este Humano ha perfeccionado su dominio de los elementos, y posee una gran capacidad destructiva.
        - Feoh Archmage(85): Por el poder del caos, el poder de Soltkreig, uno de los 7 Sargentos de los gigantes, se ha fusionado con el antiguo poder de la luz. Archmages que reciban este poder estarán aptos para llegar a niveles de magia que sobrepasarán más allá de sus límites.

- Necromancer(40): Este Humano usa magia negra para sus objetivos, bien sea maldiciendo a sus enemigos, invocando muertos vivientes a partir de cadáveres, paralizando, envenenando, etc. Avanza a:

- Soultaker(76): Este Humano ha perfeccionado su dominio de la magia negra relacionada con la muerte, y posee una gran capacidad destructiva.

- Feoh Soultaker(85): Por el poder del caos, el poder de Soltkreig, uno de los 7 Sargentos de los gigantes, ha sido fusionado con el antiguo poder de la oscuridad. Su fortalecida magia permite conjurar conjuros más complejos.

- Warlock(40): Este Humano tiene la habilidad de invocar cubos y animales mágicos para que le ayuden en el combate. Es capaz de provocar que la invocación de un enemigo traicione a su amo. Avanza a:

- Arcana Lord(76): Este Humano ha perfeccionado su dominio en el poder que le lleva por el camino de la invocación.

- Wynn Arcana Lord(85): Por la voluntad del caos, el poder de Naviarope, el gigante que abrir y cerrar la Puerta Dimensional a voluntad, ha sido fusionado con el antiguo poder de la luz. Este poder atraviesa las dimensiones y le da al Arcana Lord una verdadera maestría en el arte de convocar.

- Cleric(20): Este Humano utiliza magia de apoyo y de recuperación sobre sus aliados, y magia contra muertos vivientes. Puede avanzar de profesión eligiendo entre:

- Bishop(40): Este Humano es el mejor curandero de todos con gran diferencia, pero su magia de apoyo es inferior a la del Prophet, Shillien Elder, Elven Elder, Warcryer, Overlord. Posee la mejor resurrección, incluso puede resucitar en masa a varios miembros de su alianza de una vez. Es capaz de provocar un daño considerable en muertos vivientes usando poder divino, y de dormir a sus adversarios con una gran rapidez. Puede herir el maná de sus adversarios y enviar las invocaciones de sus adversarios a otra dimensión. Avanza a:

- Cardinal(76): Este Humano ha perfeccionado su dominio en la magia de recuperación, y posee una gran magia constructiva.

- Aeore Cardinal(85): Por la voluntad del caos, el poder de Lakcis, el antepasado de la santa magia quien tomo tomó e mejoró el poder de Einhasad, ha sido fusionado con el antiguo poder de la luz. Esto le permite al Aeore Cardinal usar magia milagrosa.

- Prophet(40): Este Humano utiliza conjuros de alto nivel de apoyo, es el mejor buffer, pero sus curas son inferiores a las del Bishop, Shillien Elder, Elven elder. Posee maestría en todos los tipos de armadura, y más salud que todos los místicos salvo los orcos, lo que le convierte en alguien capaz de enfrentarse cuerpo a cuerpo. Puede enredar a sus enemigos al suelo, impidiendo así su movimiento. Es capaz de herir el maná de sus enemigos, enviar las invocaciones de sus enemigos a otra dimensión y teletransportarse rápidamente a la ciudad más cercana con una gran velocidad. Avanza a:

- Hierophant(76): Este Humano ha perfeccionado su filosofía, convirtiéndose en un gran poseedor de magia constructiva.

- Iss Hierophant(85): Por la voluntad del caos, el poder de Leister, el gigante que comando la guerra entre gigantes y dioses, se ha fusionado con el antiguo poder de la luz. Como resultado, Hierophants ahora pueden usar otras magníficas habilidades divinas.

### Elfos De La Luz
Los Elfos son la raza de la naturaleza, adoran a la diosa del agua, Eva. Se caracterizan por tener los cuerpos delgados y ágiles, orejas largas y rostros hermosos, son extremadamente rápidos tanto en ataques como en formulación de hechizos, pueden aguantar la respiración más tiempo debajo del agua y pueden saltar desde lugares más altos sin recibir un gran daño Sin embargo son de fuerza menor en comparación a otras razas.
- Elven Fighter: Todos los Elfos Luchadores pueden ralentizar a los enemigos, curar sus heridas, envenenamiento y desangramiento. Aprenden habilidades de daga, arco, espada/maza básicas. Puede avanzar de profesión eligiendo entre:
  - Elven Knight(20): Este elfo centrado en la defensa posee maestría en armadura pesada, escudo y espada/maza de una mano. Puede avanzar de profesión eligiendo entre:
    - Temple Knight(40): Este Elfo está especializado en la defensa de su grupo, provocando que los enemigos le ataquen a él. Tiene la habilidad de convocar tres tipos diferentes de cubos. Alcanza una mayor defensa que los tanques humanos, tiene mejor constitución que el Elfo Oscuro y es el personaje que más bloqueos logra con el escudo. Esto se ve compensado con sus pocas skills agresivas. Puede inmovilizar a sus enemigos durante un corto período evitando así que huyan.
      - Eva's Templar(76): El Eva's Templar logra el perfeccionamiento de la capacidad defensiva, teniendo pocas habilidades agresivas, es compensado con la habilidad de reflejar Curses (maldiciones) y obtener más defensa y movimiento.
        - Sigel Eva's Templar(85): Por la voluntad del caos, el poder de Abelius, el Comandante Dorado de los antiguos gigantes, se ha fusionado con el antiguo poder de la luz y el agua. Los tres poderes combinados incrementan no solo el poder de ataque sino también el poder de supervivencia, tanto como la defensa y la protección de los aliados.

- Swordsinger(40): Este Elfo canta para inspirar, ayudando a su grupo, ya que sus cantos aumentan las características defensivas en su mayoría durante unos minutos. Puede inmovilizar a sus enemigos durante un corto período evitando así que huyan.

- Sword Muse(76): La última profesión de este, aprende a levantar la energía y habilidades de sus aliados con su hermosa voz, la cual lo convierte en un gran apoyo en las batallas; los cantos se especializan en la defenza y reutilización de las skills.

- Iss Sword Muse(85): Por la voluntad del caos, el poder de Leister, el gigante que comando la guerra entre gigantes y dioses, se ha fusionado con el antiguo poder del agua. Esto incrementa el poder mágico de él mismo y las personas alrededor de él el poder divino brinda la fuerza suprema.

- Elven Scout(20): Este Elfo es especialista en daga y arco, usa armadura ligera, de moderada defensa. Puede avanzar de profesión eligiendo entre:

- Plains Walker(40): Este Elfo, que usa ropa ligera, de mediana defensa, es el daguero con una mayor velocidad de ataque y mayor probabilidad de éxito en las puñaladas comparándole con el Elfo Oscuro o el Humano, pero con una fuerza menor. Sabe fingir su muerte así como desplazarse sin que se note su presencia. Es el personaje con la mejor evasión (capacidad de esquivar los ataques físicos).

- Wind Rider(76): Al igual que el Adventure este personaje se masteriza en la utilización de dagas, y con la destreza en estatus básicos lo convierten en un enemigo de temer, teniendo gran capacidad en el asesinato; para equilibrar esta habilidad tiene pocos puntos de CON.

- Othell Wind Rider(85): Por la voluntad del caos, el poder de Ashagen, el más grande asesino de los gigantes, se ha fucionado con el antiguo poder de la luz y el viento. Esto permite movimientos más rápidos y habilidad más poderosa para realizar las maniobras en un instante.

- Silver Ranger(40): Este arquero tiene la mejor puntería, velocidad de ataque y probabilidad de dar golpes críticos, aunque provoca un daño inferior a los otros arqueros.  Puede aturdir (stun) usando su arco.

- Moonlight Sentinel(76): Este arquero logra gran capacidad en el ataque con skills de rango, tiene gran velocidad al correr y excelente precisión, para su desventaja tiene poco poder físico (STR)

- Yul Moonlight Sentinel(85): Por la voluntad del caos, el poder de Cranigg, el antiguo héroe gigante con el tercer ojo, se ha fusionado con el antiguo poder de la luz. Este poder da los más grandes arqueros el poder y concentración que necesitan.

- Elven Mystic: Este Elfo usa ropa de baja defensa y posee la mejor velocidad al hacer las magias. Aprende magias básicas ofensivas, de apoyo y de recuperación. Puede avanzar de profesión eligiendo entre:
  - Elven Wizard(20): Este Elfo especialista en magias dañinas. Puede avanzar de profesión eligiendo entre:
    - Spellsinger(40): Este Elfo utiliza el agua como su elemento de ataque. A diferencia de los otros nukers, las principales magias de este mago no pueden ser bloqueadas con el escudo. Posee la mejor velocidad de ataque de los magos, pero la menor capacidad de daño.
      - Mystic Muse(76): El Mystic Muse logra el dominio total del elemento agua, causando gran daño a sus enemigos y teniendo gran velocidad de casting. Tiene grandes capacidades Destructivas.
        - Feoh Mystic Muse(85): Por la voluntad del caos, el poder de Soltkreig, uno de los 7 Sargentos de los gigantes, se ha fusionado con el antiguo poder de la luz. Ellos ahora son capaces de usar la suprema magia Elemental de conjuros.

- Elemental Summoner(40): Este Elfo puede convocar cubos y unicornios para que le asistan en combate. Es capaz de provocar que la invocación de un enemigo traicione a su amo.

- Elemental Master(76): Domina el poder mágico en su totalidad, en base con sus minion o summons, y posee un gran poder de daño en área.

-  Wynn Elemental Master(85): Por la voluntad del caos, el poder de Naviarope, el gigante que pudo abrir y cerra la puerta dimensional a voluntad, se ha fusionado con el antiguo poder de la luz. Con este poder, el Elemental Master vendría a utilizar summoning skills basados en la más alta magia Elemental.

- Elven Oracle(20): Este Elfo se especializa en magias de apoyo y recuperación. Puede avanzar a:

- Elven Elder(40): Este Elfo posee magia de apoyo para su grupo y es el mejor curandero y resucitador después del Bishop (Obispo). Posee magia divina ofensiva que puede ser usada contra muertos vivientes (undead), y puede dormir a sus adversarios rápidamente. Es capaz de enviar invocaciones enemigas a otra dimensión y de teletransportar a todo su grupo a la ciudad más cercana con una extrema rapidez.

- Eva's Saint(76): Esta profesión perfecciona su poder curandero sin sobrepasar el del cardinal, es capaz de drenar con gran velocidad el maná de los enemigos y se convierte en el asistente perfecto de los magos tipo nuker, dando el poder de antiguos hechiceros con el Profecy Of Water.

- Aeore Eva's Saint(85): Por la voluntad del caos, el poder de Lakcis, el antepasado de la magia divina que tomó y mejoró los poderes de Einhasad, se ha fusionado con el antiguo poder de la luz y el agua. Este poder ha sido utilizado no solo para proteger una comunidad sino para proteger la paz del mundo.

### Elfo Oscuro
Los Elfos Oscuros fueron elfos, pero decidieron aprender magia oscura para enfrentarse a los elfos de la luz, separándose así de ellos.
- Dark Elf Fighter: Los Elfos Oscuros Luchadores poseen la mejor fuerza y la peor constitución, por lo que destacan en el daño y carecen de aguante. Pueden drenar la salud, disminuir el ataque físico o la defensa física, ralentizar mediante hielo, envenenar y desangrar a sus oponentes. El Elfo Oscuro Luchador aprende habilidades básicas de daga, arco y espada/maza. Puede avanzar de profesión eligiendo entre:
  - Palus Knight(20): Este Elfo Oscuro centrado en la defensa posee maestría en armadura pesada, escudo y espada/maza de una mano. Puede avanzar de profesión eligiendo entre:
    - Shillien Knight(40): Este Elfo Oscuro se centra en la defensa de su grupo, provocando que los enemigos le ataquen a él. Posee maestría en el manejo de espada de una sola mano y en armadura pesada. Puede invocar tres tipos distintos de cubos para que le auxilien en el combate,  inmovilizar a sus enemigos durante un corto período evitando así que huyan y paralizarles completamente mediante un rayo.
      - Shillien Templar(76): El Shillien Templar ha perfeccionado su forma de combate, aunque se basa en la defensa, también puede causar graves daños a sus enemigos, posee la capacidad de reflejar ataques muy fuertes, de volverse más resistente durante un tiempo determinado y capaz de invocar un nuevo cubo que lo auxilia en combate.
        - Sigel Shillien Templar(85): Por la voluntad del caos, el poder de Abelius, el Comandante Dorado de los antiguos gigantes, se ha fusionado con el antiguo poder de la oscuridad. Este poder le da a los Shillien Templars poderosas, también eficientes, skills y maniobras.

- Bladedancer(40): El Bladedancer, antes llamado Dark Gladiator usa principalmente espadas duales para incrementar el poder de su party por medio de unos bailes con las espadas. Él apoya a su party durante la caza incrementando su poder de ataque con Dance of Warrior y Dance Of Mystic a los guerreros y los magos respectivamente. El Bladedancer también puede incrementar la oportunidad de lograr ataques críticos de los guerreros con Dance of Fire. Las espadas dobles le proporcionan una velocidad media pero el elfo oscuro con esta profesión no contiene ninguna habilidad adicional para ellas, ya que de por si, es relativamente veloz y no la necesita.

- Spectral Dancer(76): Luego de mucha práctica, el Elfo, aprende a hacer danzas mortales, aumentando así los ataques críticos mágicos, el uso de la danza Shadow, la cual hace a la party indetectable antes los mobs o monstruos, aumentando las capacidades del grupo.

- Iss Spectral Dancer(85): Por la voluntad del caos, el poder de Leister, el gigante que comandó la guerra entre gigantes y dioses, se ha fusionado con el antiguo poder de la luz. Esté poder aumentó la fuerza de no solo los Spectral Dancer sino el poder de ataque de toda la party.

- Assasin(20): Los Dark Elves que prefieren usar arcos o dagas se convierten en Assassins. Son guerreros sigilosos que usan arcos o dagas y armaduras ligeras para moverse con más facilidad. El estilo de juego es similar al del Rogue. Comparados con los Rogues, los Assassins tienen un ataque superior y además acceso a magias y habilidades enfocadas a causar o incrementar el daño a sus enemigos.

- Abyss Walker(40): Estos Elfos Oscuros son capaces de provocar el mayor daño físico, con sus mortíferas puñaladas. Puede confundir a sus adversarios haciéndoles perder de vista su objetivo y desplazarse silenciosamente sin ser visto. Su Tercer Cambio de Profesión es:

- Ghost Hunter(76): Es la tercera profesión del Elfo Oscuro Daguero, sus ataques están mejorados y puede infligir un fuerte golpe con un nuevo Blow, puede aturdir a sus enemigos, y aumentar la probabilidades de Blow.

- Othell Ghost Hunter(85): Por la voluntad del caos, el poder Ashagen, el más grande asesino de los gigantes, se ha fusionado con el antiguo poder de la oscuridad y del viento. Este poder dotó a los Othell Ghost Hunters con velocidad y ataques críticos que los hace grandes asesinos.

- Phantom Ranger(40): Este Elfo Oscuro es especialista en combate con arco y técnicas oscuras relacionadas con éste, como una habilidad que le permite hacer mayor daño a su enemigo cuanto peor sea su estado de salud. Es el arquero que provoca más daño pero con menos aguante. Puede aturdir (stun) usando su arco.

- Ghost Sentinel(76): Es el arquero con más ataque pero también es el que pega más lento y tiene muy poco CON(puntos de vida y CP)

- Yul Ghost Sentinel(85): Por la voluntad del caos, el poder de Cranigg, el antiguo gigante con el tercer ojo, se ha fusionado con el poder de la oscuridad. Ghost Sentinels, ahora dotados con un poder explosivo y concentración, los convierte en temibles arqueros a lo largo del territorio.

- Dark Mystic: Este Elfo Oscuro usa ropa de baja defensa y posee magias básicas ofensivas, defensivas y de recuperación. Puede avanzar de profesión eligiendo entre:
  - Dark Wizard(20): Los Magos Oscuros poseen una gran potencia en sus hechizos, pero tardan bastante en realizarlos. Puede avanzar de profesión eligiendo entre:
    - SpellHowler(40): Elfo Oscuro místico especialista en ataques con el elemento de aire, y el que posee ataques más poderosos. Sin embargo, tarda más tiempo en formular los hechizos, y agota su maná con rapidez.
      - Storm Screamer(76):EL elfo oscuro ha conseguido el mayor domínio del elemento aire, demostrándolo así con su habilidad final, el ciclón.
        - Feoh Storm Screamer(85): Por la voluntad del caos, el poder de Soltkreig, uno de los 7 Sargentos de los gigantes, se ha fusionado con el antiguo poder de la luz. El atributo mágico podrá ahora ser usado más allá de sus límites.

- Phantom Summoner(40): Este Elfo Oscuro invoca cubos y criaturas del inframundo para atacar a sus enemigos. Es capaz de provocar que la invocación de un enemigo traicione a su amo.

- Spectral Master(76): El spectral master ha llegado a dominar las artes de invocación sin problemas, invoca la criatura del inframundo más poderosa el spectral lord.

- Wynn Spectral Master(85): Por la voluntad del caos, el poder de Naviarope, el gigante que pudo abrir y cerra la puerta dimensional a voluntad, se ha fusionado con el antiguo poder de la oscuridad. Este poder permite poderosas summoning skills para los Spectral Master.

- Shillien Oracle(20): sacerdote de Shilen, la Diosa de los Elfos Oscuros, desarrolla magia de apoyo y recuperación. Puede avanzar a:

- Shillien Elder(40): Este Elfo Oscuro es capaz incrementar las características físicas y espirituales de su grupo. Su función es más de apoyo que ofensiva o de recuperación. Puede enredar a sus enemigos al suelo, impidiendo así su movimiento. Es capaz de herir el maná de sus enemigos y de enviar invocaciones enemigas a otra dimensión.

- Shillien's Saint(76): A través de mucha meditación, el Shilien Elder avanza a su máxima potencia, pudiendo mejorar la resistencia a ataques elementales, devastando y bloqueando auras defensivas y poder mejorar a los aliados con el Profecy of Wind (Profecía del viento). Luego de mucho estudio, el Saint, puede aprender a enredar al suelo a los enemigos más próximos a este mientras que, progresivamente les disminuye el Hp.

- Aeore Shillien's Saint(85): Por la voluntad del caos, el poder de Lakcis, el antepasado de la magia divina que tomo y mejoró el poder de Einhasad, se ha fusionado con el antiguo poder de la oscuridad. El más alto poder divino que fue usado para proteger una comunidad y hermanos de armas.

### Orco
La raza de Orc es la raza del fuego.Ocuparon grandes regiones, hasta perder en la guerra contra los humanos y elfos. Actualmente están viviendo en un área ártica en el norte del continente.
Su habilidad especial es que tienen una fuerte resistencia a las enfermedades y son prácticamente inmues al veneno. Su característica básica es que los orcos tienen una gran fuerza física. También se regeneran rápidamente, Sin embargo, son lentos y tienen una menor velocidad de ataque y de lanzamiento de hechizos. Tiene también una menor puntería y evasión
- Orc Fighter: Todos los Orcos desde su juventud son entrenados para ser luchadores. Reciben un entrenamiento especial en el manejo de la doble espada. Su estilo de juego es similar a los otros fighters pero teniendo en cuenta de su baja destreza. Por su fuerza física y su velocidad de recuperación, este es un buen personaje para el jugador principiante.

- Orc Raider(20): Los Raiders son luchadores quienes han pulido su habilidades en la Guerra. Son la principal fuerza de lucha de los Orcos. Su estilo de juego es similar a los Warriors, sin embargo, comparado a los Warriors, Los orcos usan más técnicas además de su fuerza física.

- Destroyer(40): Este orco es una versión desarrollada del Raider, El Destroyer es un luchador experto quien se mantiene siempre vigilando al frente del campo de batalla. Usa torbellinos para barrer con sus enemigos cercanos y su incansable Sed de lucha atemoriza a sus enemigos hasta vencerlos. El Aura de los Destroyer causa que sus oponentes huyan con miedo y consternación.

- Titan(76): Empuñando espadas pesadas o hachas, estos poderosos orcos guerreros son los mejores en ataques avanzados lo cual usan para pisotear a sus enemigos sin piedad.

- Tyrr Titan(85): Por la voluntad del caos, el poder Sapyros, el tormentoso líder de los antiguos gigantes, se ha fusionado con el antiguo poder del fuego. Este poder les da a los guerreros de la raza de los Orcos no solo fuerza sino una formidable defensa también.

- Monk(20): El culto de la orden Religiosa de Paagrio es la religión de los Orcos. Entre los orcos, los ancianos seleccionan a los que quieren mejorar su fuerza física más que sus técnicas con las armas. Estos orcos son entrenados como Monk. Los Monk quienes aceptan ir en la vía al poder y pactan con el Fuego no usan armas sino que aprenden a usar las técnicas de "Tangsu" para perfeccionar su fuerza física. Los Monk están caracterizados por sus rápidos ataques con las manos. También pueden una técnica que les permite reunir fuerzas mágicas y dispararlo a sus enemigos para debilitar y causar daño al oponente. Cuando están solos, los Monjes usan tatuajes para solo usar armaduras ligeras y equipos para atacar con los puños y así causar daños mientras evaden los ataques de los enemigos. Cuando están en grupos, Son útiles para causar daños devastadores.

- Tyrant(40): El Tyrant usa armas que lo ayudan en su "tangsu" personal. Es el mejor estudiante en el Templo del Poder y el Fuego. El Tyrant es famoso por usar técnicas como "Cohete de Poder", el cual explota energía y ataca a múltiples enemigos; "Garras Llameantes", el cual lanza fuertes puños de fuego; y "Puños de Perdición", el cual causa un daño extremo al oponente mientras consume una gran fuerza física.

- Grand Khavatari(76): Se dice que los más grandes sacerdotes del Monasterio del Fuego poseen la suficiente fuerza para enfrentar a los "Titans". Estos Maestros Tiranos poseen habilidades previamente vistas en "Titans", consiguiendo reales hazañas físicas. Son luchadores dedicados quienes han ganado el título de "Grand Khavatari", el guerrero con la "quinta esencia", estos practicantes del "Tangsu" prefieren tatuajes sobre las molestas armaduras en combate.

-  Tyrr Grand Khavatari(85): Por la voluntad del caos, el poder de Sapyros, el tormentoso líder de los antiguos gigantes, se ha fusionado con el antiguo poder del fuego. Con un cuerpo fuerte, este poder permite el poder de las más extremas skills.

- Orc Mystic: Los Orc Mystic son enviados al templo del fuego y el poder desde muy temprana edad donde aprenden la mágia de los Orcos, además de recibir entrenamiento de lucha básico puesto que su raza está predispuesta a la lucha, debido a su fuerza física.

- Orc Shaman(20): Un Orc Mystic quien ha sido bendito por el Dios del Fuego puede seguir el pacto para convertirse en un Shaman. los místicos pueden bendecir a luchadores quienes van a la guerra y mejorar sus habilidades en combate. Pueden lanzar maldiciones para causar daño en las fuerzas enemigas. Hay cosas que sirven para asustar para encarar como una unidad militar con un Shaman en su lado. Pueden también lanzar maldiciones mágicas en los enemigos en combate y tienen algo de preferencia en combate físico.

- Overlord(40): El Overlord es un Shaman quien es candidato a ser líder de la Tribu. Él crea su propio Clan y tiene diferentes tipos de magia para apoyar a los miembros de su clan. El Overlord lidera la raza de los orcos a través del "Sello de invierno", el cual reduce la velocidad de ataque de los enemigos alrededor y la "Visión de Paagrio", el cual incrementa la precisión de los miembros de su clan.

- Dominator(76): Los dominators son los orcos que han alcanzado el máximo nivel en el poder de las tácticas. Los Dominators son líderes naturales y estrategas. Al ser dado el título de Dominator, el cual es otorgado solo a los Overlord más poderosos. Ellos lideran a orgullosos guerreros quienes pueden saltar el acantilado sin vacilar ni un poco acerca de su victoria.

- Iss Dominator(85): Por la voluntad del caos, el poder de Leister, el gigante que comandó la guerra entre gigantes y dioses, se ha fusionado con el antiguo poder de la oscuridad. Este poder vine a proteger no solo a él mismo sino a un clan/party entero/a alrededor del portador.

- Warcryer(40): El Warcryer es un Shaman quien ha recibido un entrenamiento especial en las canciones de Batalla, lo cual es lo mejor en el Sistema de hechizos de los Orcos. Él apoya a su alianza a través de canciones que tienen poderes mágicos. El Warcryer es una ventaja en un grupo a la hora de la batalla, gracias a su "Canto de la Furia", el cual incrementa la velocidad de ataque de los miembros de su grupo; Así como el "Canto de la Evasión", el cual incrementa la agilidad.

- Doomcryer(76): En el pináculo de las canciones de la batalla, conjuros especiales en forma de canciones. Los Doomcryers son Warcryers perfectamente fluentes en canciones de batalla que llevan destrucción a sus enemigos. Con meras palabras, curan fuerzas con grandes poderes mágicos, levantan la moral, y maldicen a sus enemigos.

- Iss Doomcryer(85): Por la voluntad del caos, el poder de Leister, el gigante que comando la guerra entre gigantes y dioses, se ha fusionado con el antiguo poder de la oscuridad. Este poder vine a ser usado para multiplicar del mismo y la circundante comunidad.

### Enano
Los enanos son una raza nacida de la tierra, poseen una gran fuerza mental y física y una naturaleza curiosa que les hace crear nuevos objetos.
Después de la destrucción de los gigantes, la raza enana intentó siempre aliarse al bando más poderoso, pero la política de engaño y traición finalmente llevó a los enanos a permanecer aislados perdiendo la confianza de las otras razas.
Su sociedad puede compararse con una gran empresa más que a una cultura, y son reconocidos por su capacidad para mantener sus negocios y su organización. Los enanos se dividen en dos grandes clases, Scavengers que son aquellos que se encargan de buscar y recoger las materias primas y artesanos, que fabrican los productos a partir de materias primas.
Como habilidad especial es que el tamaño de su inventario es mayor que el de las otras razas y su penalización por peso es menor. La característica básica de los enanos es que poseen una gran fuerza física, es el único rango que les distingue de las otras razas.
La capacidad principal de los enanos es obtener artículos de monstruos, y componentes de objetos para ser vendidos o bien para ser transformados. Debido a su fuerza superior física, son unos excelentes tanques cuando van en party.
- Dwarven Fighter
  - Artisan(20): En lugar de irse de aventuras, este Enano prefieren quedarse en su trabajo y crear objetivos de los materiales reunidos por los Scavengers y Bounty Hunters. Cuando van a combate, usan técnicas de invocación para atacar su enemigo. A pesar de enfocarse en crear objetos, esta clase puede convocar máquinas hechas para la batalla. Los Artisan tienen buenas técnicas de defensa y ataque, y generalmente luchan junto a sus máquinas invocadas.
    - Warsmith(40): Este Enano es capaz de crear cosas con un gran nivel de experiencia que ni los artesanos pueden igualar. Es regularmente bienvenido por los reyes de otros territorios, gracias a su única habilidad de crear armas de Asedio. El Warsmith también usa con frecuencia el torbellino en batalla, mientras poseen muchas habilidades relacionadas con la Manufactura.
      - Maestro(76): Los maestros artesanales poseen una extraordinaria técnica que les ha hecho ganar el título de Maestro. Incluso entre la asociación de líderes y señores, el llamar Maestro a alguien es extremadamente raro. Su resurrección se creía imposible por la visión de los antiguos enanos artesanos, pero recientemente un número de Warsmiths regresaron para re-exhibir las inexplicables habilidades que se creyeron perdidas.
        - Tyrr Maestro(85): Por la voluntad del caos, el poder de Sapyros, el tormentoso líder de los gigantes, se ha fusionado con el antiguo poder de la tierra. Como resultado, a los artesanos de la raza Enana se le ha dado una inconcebible tecnología y poder.

- Scavenger(20): En el gremio manufacturador de los enanos hay dos tipos de profesión. Los Scavengers viajan por todo el mundo para colectar materiales y crear objetos. También reciben entrenamiento en combate para que puedan hacer frente a los enemigos.

- Bounty Hunter(40): Este Enano es un Veterano que posee la mejor habilidad de recolección. Incluso se dice que ha reunido escamas de Dragón. Es adepto en usar el "torbellino" en batalla. También posee muchas otras técnicas relacionadas con las actividades comerciales.

- Fortune Seeker(76): Los Fortune Seeker son los Bounty Hunter que poseen las mejores técnicas de recolección. No hay pruebas fiables, pero se dice que los Fortune Seekers fueron capaces de arrancar Cabello del Bigote de Valakas. Aunque la leyenda de un gran número de Fortune Seekers ha sido transmitida sin confirmarse, el reciente retorno de unos cuantos Bounty Hunters viajeros hace creer que los Fortune Seekers regresarán.

- Othell Fortune Seeker(85): Por la voluntad del caos, el poder de Ashagen, el más grande asesino de los gigantes, se ha fusionado con el antiguo poder de la tierra y el viento. Mayor en todos los sentidos, ellos utilizan sus habilidades en ambos campos de batalla y en casa.

### Kamael
Los Kamael nacieron en la era del mito. Estas criaturas misteriosas han preservado su propia y única cultura
viviendo en los confines de la "Isla de las Almas", una isla localizada al suroeste de la aldea de los Elfos Oscuros.
Aparecieron en el continente bajo la orientación de los Dioses. A excepción de las otras cinco razas creadas por los
Dioses, se cree que los Kamael fueron creados para batallar en contra de algunas criaturas desconocidas. Los
Kamael nacieron destinados a servir a "Madre Nornil". Depositaron su fe en ella La diosa del Pasado, quien comanda
la historia, La Diosa del Presente, quien graba todo lo que pasa en este momento, y la Diosa del futuro, quien adivina
lo venidero. A diferencia de las demás razas, los Kamael tienen profesiones únicas para cada género:
Kamael Masculino:
El soldado Kamael es similar a las otras razas de luchadores. Su fuerza es similar a la del Elfo Oscuro, así como su potencia mágica. El Kamael Hombre tiene la segunda mayor velocidad de ataque, superados solo por los Elfos y las Kamael Mujeres. Sin embargo, su constitución es relativamente débil. Aprende una técnica que le permite absorber las almas de sus enemigos, con las que realiza sus habilidades, tales como desatar proyectiles oscuros. Puede avanzar a:
- Trooper(20): Este Kamael es esencialmente un guerrero de magia oscura cuya diferencia más notable en su evolución es el uso de armas exclusivas para su raza como las espadas antiguas y las espadas roperas. Un Trooper también posee un gran número de habilidades mágicas ofensivas como la absorción y liberación de almas de enemigos caídos utilizando la fuerza de las mismas para realizar sus habilidades de ataque y defensa. Los Trooper pueden avanzar hacia:
  - Berserker(40): El Berserker es un luchador de estilo cuerpo a cuerpo, usa espadas con sus dos manos y lleva por obligación armadura ligera. Es eficiente tanto en combates pvp como en combates pve. Además de ataques físicos, posee otros a distancia que causan daños considerables a su oponente.
    - Doombringer(76): Este Kamael heredó sus habilidades de Harkilgamed, uno de los más grandes héroes antiguos Kamael y su maestría de hombre de espadas es temida incluso por los Dioses. En los Doombringers se han despertado antiguas destrezas latentes y han ganado la habilidad de usar el antiguo poder Kamael llamado “Forma Final”.

- Tyrr Doombringer(85): Por la voluntad del caos, el poder de Sapyros, el tormentoso líder de los antiguos gigantes, se han apilado con el antiguo poder de los gigantes. Echos de la misma fuente, esos dos poderes despertaron la fuerza dormida de los Kamaeles.

- Soul Breaker(40): Este estilo de combate puede ser optado por ambos géneros del Kamael, siendo este el que más desarrolla sus habilidades mágicas. Los Soul Breakers tienen un estilo de combate único por ser capaces de robar bendiciones (buffs), teletransportarse detrás de su objetivo y provocar que su enemigo no pueda usar sus habilidades mágicas. Conjurando pueden aumentar su defensa física y su protección contra la oscuridad. En ataques cercanos usan espadas roperas con las que pueden causar grandes daños y cuando hay numerosos enemigos o cuando este está a distancia, usan ataques basados en la liberación de almas. Sacrificando salud, puede obtener almas con las que usar habilidades. Su última profesión es:

- Soul Hound(76):Los Soul Hounds son los herederos de los conocimientos y técnicas de "Catenate", uno de los 3 héroes. Pueden también usar el poder de "Leopoldo" para convocar un arma de asedio, el cual puede golpear a múltiples enemigos. Soul Hounds, como las otras fases finales de los Kamael, han roto el sello final que les brinda su Forma Final, y han lanzado su antiguo poder.

- Feoh Soul Hound(85): Por la voluntad del caos, el poder de Soltkreig, uno de los 7 Sargentos gigantes, se ha fusionado con el antiguo poder de Katenar el gigante. Esto ha resultado en poderes que el rival incluso sean los gigantes.

- Inspector(40): Este Kamael se dedica principalmente a sanar y bendecir a sus compañeros, así como maldecir a sus enemigos. Domina la espada ropera, con la que puede causar grandes daños, pero carece de hechizos de daño directo. Puede usar su ala para atacar a los enemigos que se encuentren en su retaguardia y sacrificar salud para obtener almas con las que usar habilidades. Este estilo de combate a modo subclase solo puede ser adoptada por la raza Kamael. Su tercer cambio de profesión es:

- Judicator(76): Este Kamael ha obtenido la experiencia suficiente para liberar su "Forma Final".

Kamael Femenino:
El soldado Kamael tiene menos fuerza y constitución que el Kamael Hombre, pero una mayor destreza. Aprende una técnica que le permite absorber las almas de sus enemigos, con las que realiza sus habilidades, tales como desatar proyectiles oscuros Es capaz de aprender una técnica que le permite detectar y desactivar trampas. Solo puede usar armaduras ligeras, y el efecto de curación recibida se reduce a la mitad. Puede avanzar a:
- Warder(20): Esta Kamael, al igual que un Trooper, es esencialmente una guerrera de magia oscura que a su vez tiene la habilidad de usar almas para realizar sus ataques y habilidades defensivas. La Warder usa armas exclusivas para su raza como las espadas roperas y la ballesta, esta última agrega otra diferencia notable a su profesión en relación con un Trooper ya que le permite realizar ataques a distancia. Además de absorber y usar almas para implementar habilidades ofensivas y defensivas, su entrenamiento también está enfocado en colocar y remover trampas a sus enemigos. Puede ascender hacia:

- Soul Breaker(40): Este estilo de combate puede ser optado por ambos géneros del Kamael, siendo este el que más desarrolla sus habilidades mágicas. Los Soul Breakers tienen un estilo de combate único por ser capaces de robar bendiciones (buffs), teletransportarse detrás de su objetivo y provocar que su enemigo no pueda usar sus habilidades mágicas. [hechizo|Conjurando]] pueden aumentar su defensa física y su protección contra la oscuridad. En ataques cercanos usan espadas roperas con las que pueden causar grandes daños y cuando hay numerosos enemigos o cuando este está a distancia, usan ataques basados en la liberación de almas. Sacrificando salud, puede obtener almas con las que usar habilidades. Su última profesión es:

- Soul Hound(76): Los Soul Hounds son los herederos de los conocimientos y técnicas de "Catenate", uno de los 3 héroes. Pueden también usar el poder de "Leopoldo" para convocar un arma de asedio, el cual puede golpear a múltiples enemigos. Soul Hounds, como las otras fases finales de los Kamael, han roto el sello final que les brinda su Forma Final, y han lanzado su antiguo poder.

- Feoh Soul Hound(85): Por la voluntad del caos, el poder de Soltkreig, uno de los 8 Sargentos gigantes, se ha fusionado con el antiguo poder de Katenar el gigante. Esto ha resultado en poderes que el rival incluso sean los gigantes.

- Arbalester(40): El camino que toma la Kamael hacia esta profesión se abre únicamente cuando una Warder se dedica verdaderamente al dominio exclusivo de la ballesta, cargándola de poderosos ataques a distancia con gran velocidad y precisión. Posee mejores trampas y puede desangrar con sus proyectiles. Su magia es capaz de disminuir la defensa de sus enemigos a ataques con ballesta, reducir la rapidez de su objetivo, obtener almas con las que usar habilidades e incluso convocar una imagen de espejo para confundir a su enemigo y que esta reciba los ataques dirigidos hacia ella. Su tercer cambio de profesión es:

- Trickster(76): Este kamael, ha desarrollado el uso de el "crossbow" el cual, produce gran daño, y también, utiliza un gran arsenal de ataques mágicos.

- Yul Trickster(85): Por la voluntad del caos, el poder de Cranigg, el antiguo gigante con el tercer ojo, se ha apilado con el antiguo poder de los gigantes. El gran poder resultante de esto fue usado para mejorar habilidades para protegerse a sí mismo y miembros de party.

- Inspector(40): Este Kamael se dedica principalmente a sanar y bendecir a sus compañeros, así como maldecir a sus enemigos. Domina la espada ropera, con la que puede causar grandes daños, pero carece de hechizos de daño directo. Puede usar su ala para atacar a los enemigos que se encuentren en su retaguardia y sacrificar salud para obtener almas con las que usar habilidades. Este estilo de combate a modo subclase sólo puede ser adoptada por la raza Kamael. Su tercer cambio de profesión es:

- Judicator(76): Esta Kamael ha obtenido la experiencia suficiente para liberar su "Forma Final".

### Ertheia
Las Ertheia se crearon cuando Sayha, el hijo menor de Einhasad, imbuyó sus formas de la esencia del viento. Las Ertheia eran almas libres, llenas de la curiosidad y siempre en marcha, justo como el viento. Eran tan hermosos que Einhasad quiso guardarlos en Magmeld, pero las súplicas de Sayha los liberaron. Los gigantes también quisieron poseer a su belleza y los cerraron con llave en jaulas. Pero aquellos que se encarcelaron morían al poco tiempo.
Al final, los Gigantes los liberaron. Los Ertheia se permitieron vagar libremente alrededor del mundo, a menudo volviendo para contar historias de lo que habían visto. 
Con la caída de los Gigantes, el caos hizo erupción. Una nueva competición para el dominio había comenzado, y Ertheia no eran inmunes. La Ertheia Surr, una facción más vieja que estuvo orgullosa de su herencia mágica, expresó su apoyo a los Elfos. La Ertheia Nann, la facción más física y mundana de los dos, insistió en la neutralidad. Como la discordia se hizo más profundo, el rey Zepharon evitó su fuente totalmente llevando a su gente en el Reino del Espíritu del Viento.
La paz recién descubierta era breve. Con la coronación de Nann, el resentimiento llameó entre Surr. Una facción de Surr que rechazó aceptar Nann como la reina eligió a Venir, un mago de Surr, como su jefe y figurón de proa. Estaba en medio de esta discordia que el Sello de Castigo se soltó, causando estragos en el Reino del Espíritu y el Material igualmente. En un temblor catastrófico, Faeron Village se rasgó a través de la tela de dimensiones, que caen en el Reino Material donde las fuerzas de Shilen estaban listas para ellos.
¿Qué debe pasar con Ertheia, marooned en una tierra extranjera? ¿Y qué de los Sellos de Shilen?
- Ertheia Fighter: Ágil y Rápido, los Ertheia Fighter son increíblemente elegantes y sobre todo mortales. Con movimientos rápidos y vueltas rápidas, bailan alrededor de su opositor, que golpea con la velocidad del viento cuando la posibilidad se levanta.

Para ser tan terribles, son sorprendentemente alegres y aman la diversión. Avanza a:
- Marauder(38) : Completando la primera liberación. Como daños de melé, las Marauders se especializan en las Garras(Fist) y armadura ligera(light). Ellas se mueven rápidamente de lado a lado para localizar la debilidad del enemigo. Avanza a:

- Ripper(76) : Completando la segunda liberación. Como daños de melé, las Rippers se especializan en las Garras(Fist) y armadura ligera(light). Su habilidad de manipular el flujo de energía lo usan como su ventaja en batalla. Avanza a:

- Eviscerator(85) : Completando la tercera liberación. Como dañó de melé, las Eviscerators se especializan en las Garras(Fist) y armadura ligera(light). En sus batallas utilizan su habilidad de crear y cambiar los espacios dinámicos.

- Ertheia Wizzard: Los Ertheia Wizzard ejercen el poder de magia para el combate, haciendo uso especial del viento y ataques basados en el tiempo para abatir a aquellos que se opondrían a ellos.

Quizás debido a la determinación y concentración requieren de sus estudios, se ven como más severas y serias que sus hermanas las luchadoras. Avanza a:
- Cloud Breaker(38):Completando la primera liberación. Con un corto alcance de ataque mágico, las Cloud Breakers se especializan en armas mágicas doble mano(Two-Handed) y túnicas(robes). Ellas pueden mezclar en el viento par esconderse y atacar inesperadamente.Avanza a:

- Stratomancer(76): Completando la segunda liberación. Con un corto alcance de ataque mágico, las Cloud Breakers se especializan en armas mágicas doble mano(Two-Handed) y túnicas(robes). Ellas se protegen a sí mismas con el viento y cambian forzosamente la posición alrededor del enemigo para optimizar sus ataques. Avanza a:

- Sayha's Seer(85): Completando la tercera liberación. Con un corto alcance de ataque mágico, las Cloud Breakers se especializan en armas mágicas doble mano(Two-Handed) y túnicas(robes). Ellas usan el poder del dios del viento para proteger a sus aliados y atacar a sus enemigos.

## Sociedad
El mundo de Lineage II está estructurado básicamente en ciudades y aldeas en cuanto a sociedad se refiere, esto es, a convivencia entre las diferentes razas. Estas comunidades comparten ciertos servicios como pueden ser armerías, tiendas de hechizos, iglesias, almacenes, etc., aunque ciertamente unas comunidades son más importantes que otras, ya que suelen concentrar actividades comerciales entre los propios personajes jugadores, lo que implica que la mayoría se dirija a ellas para realizar tales actividades.

### Clanes
Los clanes en Lineage II simplemente aluden a agrupaciones de personajes. Estas no presentan restricción alguna en cuanto al alineamiento de la clase, aunque sí en número de miembros, de tal modo que personajes jugadores de cualquier raza o gremio pueden convivir en un mismo clan. Es por esto por lo que se deja de lado la alineación de una raza o gremio y toma fuerza la 'moral' del clan. Un clan puede estar formado por ejemplo, por numerosos orcos y un único elfo de la naturaleza, y tratarse de un clan honorable y no diabólico.
El clan es creado por un personaje jugador, que automáticamente se convertirá en el líder del mismo. Este personaje es el encargado de permitir a otros personajes ingresar en el clan, expulsarlos, manejar el almacén (Warehouse), etc. Puede delegar responsabilidades a otros personajes y permitir que estos tengan un poder semejante en cuanto a decisiones para el clan se refiere. Por otro lado, el líder es una pieza clave del mismo ya que, este deberá esforzarse en mayor medida que el resto para que su clan pueda crecer (subir de nivel):
- Lograr una mayor cantidad de adena (moneda del juego).
- Disponer de un buen número de SP's para gastar.

A la vez que será fundamental en quests que se deben realizar con la misma finalidad de subir de nivel.
Es importante que el clan vaya avanzando de nivel (el máximo es 11), ya que esto le permitirá disponer de un mayor número de plazas dentro del grupo para poder aceptar nuevos miembros, participar en asedios, disponer almacén de clan particular donde almacenar más cantidad de objetos, etc. Hay una sala de chat exclusiva para cada clan.
También depende todo del servidor que los jugadores jueguen.
Interlude: Pueden sacar (skill de clan) que eso les ayudará en todo los de Alt+T:

### Alianzas

#### Crear una alianza
Si el nivel de un clan es 5, el líder de un clan puede acudir a un NPC creador de alianzas (el mismo con el que creas el clan) y solicitarle la creación de una alianza. Los nombres de las alianzas pueden tener un máximo de 16 caracteres numéricos o alfabéticos, pero no pueden incluir espacios ni símbolos especiales las banderas se unirán en la mitad de cada una de las dos respectivas banderas.

#### Privilegios del Líder de una Alianza
Un clan que haya dejado una Alianza no podrá unirse a otra durante 24 horas.
Añadir un clan a una Alianza: el líder de una Alianza tiene el derecho de añadir un clan
Expulsar a un clan de una alianza: el líder de una alianza puede expulsar a un clan que ya pertenezca a esa alianza. Después de esto, el clan expulsado no podrá unirse a otra alianza hasta que hayan transcurrido al menos 24 horas desde su expulsión. La alianza que expulse a un clan no podrá aceptar a otro hasta que hayan transcurrido al menos 24 horas desde la expulsión. En el caso de que un clan abandone una alianza voluntariamente en lugar de ser expulsado por el líder de esta, dicha alianza podrá aceptar a un nuevo clan en cualquier momento.

#### Límites en la Creación de una Alianza
Si un clan pertenece a una alianza, no le será permitido crear una nueva alianza ni unirse a una ya existente.
Durante el sitio (siege) de un castillo, un clan del lado atacante no podrá formar una alianza con un clan del lado defensor, ni viceversa.
Dos clanes que se encuentran enfrentados en una guerra de clanes no pueden formar una alianza entre ellos.
Una alianza puede estar formada por hasta 3 clanes.

#### Disolver una Alianza
El líder de una alianza puede disolver dicha alianza sin el consentimiento previo de los líderes de los clanes que pertenezcan a ella, pero no podrá establecer una nueva alianza hasta 10 días después de dicha disolución.
Cuando una alianza sea disuelta tendrá efecto inmediato, al contrario de lo que ocurre en la disolución de un clan. Cualquier función relativa a ella, como el chat de la alianza, será interrumpida súbitamente. Las acciones relacionadas con una alianza, como disolver, dejar o expulsar, pueden suceder en cualquier momento, incluso durante una guerra de clanes o de alianzas. Sin embargo, una alianza no puede disolverse en el transcurso del sitio de un castillo.

#### Canal de Chat de la Alianza
Un nuevo canal de chat estará disponible exclusivamente para los miembros de la alianza. Este canal existe de manera separada al canal de chat del clan.

## Concesiones de Publicación

### NCsoft y AsianMedia
Linage II - South East Asia o L2-SEA (Lineage II- Sudeste asiático) es la primera licencia que otorga NCsoft a un tercero sobre los derechos de publicación del juego. Ncsoft otorgó esta licencia a AsianMedia para que se encargue de la distribución, publicación y operación de Lineage II en las Filipinas, Singapur y Malasia; mientras que le concedió además la operación de ArenaNet Guild Wars para el territorio  Filipino.

### NCsoft y NCtrue
En julio de 2005, NcSoft Korea (sección Coreana de Ncsoft) y True Corporation Public Company establecieron la empresa de capital mixto llamada NCtrue. Ambas compañías han reportado que el financiamiento de esta empresa es de 4 millones de USD, y que Ncsoft posee el 49% de las acciones y True Corporation es dueña del 51% respectivamente.
El presidente de NCsoft, Kim Jack, dijo que Tailandia servirá como la puerta al mercado del Sudeste Asiático y que la empresa será un instrumento en establecer el marco operacional para el mercado del Sudeste Asiático en un futuro. Además, la intención de la empresa de capital mixto es llevar a Ncsoft un paso más cerca de construir una red global para los servicios de juegos en línea como es el caso de Lineage II.
Actualmente Ncsoft tiene otras empresas de capital mixto en Japón, China y Taiwán.

## Servidores privados
En 2004, el software oficial de Lineage II fue tomado y un número significante de servidores privados aparecieron. Modificaciones en el "cliente" oficial del juego permitieron a los jugadores conectarse a servidores no-oficiales (privados). Sin embargo, algunos servidores que corren en código de servidor emulado, solo requieren modificaciones en los archivos de alojamiento en el sistema operativo del jugador, dejando el cliente sin cambios.
Hay actualmente tres emuladores de servidores de contenido libre completamente independiente. Los cuales todos han sido lanzados bajo la licencia GPL para permitir que se conecten al cliente (juego) con solo una modificación en los archivos de alojamiento. L2J, el primer emulador creado por Lineage II, está escrito en formato Java, y es el emulador más confiable disponible.
Algunos servidores privados tienen poblaciones que alcanzan los miles de usuarios. Jugar en servidores privados es gratis, aunque muchos son mantenidos con donaciones de los usuarios.
El juego es comúnmente alterado subiendo el ritmo de experiencia que se gana y la capacidad de soltar dinero y objetos por parte de los monstruos haciendo más fácil conseguir objetos de alta calidad.
En 2006, Los archivos del servidor público de prueba de Chronicle 4 the Lineage II fueron tomados y vendidos a los dueños de los servidores privados. Se dijo que fueron vendidos por más de US$ 15.000, pero no está confirmado que alguien haya pagado por ello, ya que poco tiempo después los archivos fueron tomados y hechos públicos.

### Acciones legales de NCsoft
El 16 de noviembre de 2006, el servidor privado L2Extreme fue cerrado por el FBI y sus dueños fueron arrestados.
EL 20 de noviembre de 2006, NCsoft dio una conferencia de prensa, sobre su participación con el FBI, verificando su validación. Adicionalmente, la noticia fue colocada en la página web oficial de Lineage II, y también fue colocado por el FBI en febrero de 2007.

## Gameguard
GameGuard es una protección antitrucos desarrollada por INCA Internet que previene los códigos no autorizados en los juegos; si GameGuard detecta a un usuario usando un hack o cualquier otra actividad ilegal, se le cerrará el cliente.

## Botting
Como muchos MMORPG, Lineage II ha sido blanco de programas que controlan a los PJ automáticamente, llamados bot, en el cual un programa externo es usado para simular las acciones de un jugador. Esta actividad está prohibida y es motivo de expulsión del juego (ban). A pesar de esto, los usuarios continúan con esta práctica, ya con este programa los jugadores son capaces de dejar su computadora funcionando sin supervisión mientras el bot continúa ejecutando lo que le ha sido programado. Uno de los bots más conocidos es L2Walker.
Debe ser recalcado que el GameGuard, el sistema antiengaño usado en Lineage II, permite a los jugadores usar el juego con el mencionado programa de bot sin problemas; el jugador no necesita ninguna forma de evitar el antiengaño para usarlo. Por otra parte, otras herramientas son bloqueadas por el GameGuard, como el GameCam, el cual no es un programa para engañar al juego, sino un programa usado para grabar vídeos del juego.

## Premios
- Expansión del año (Gracia) FilePlanet's Best of 2008.[19]
- Expansión del año (Chronicle 5: Oath of Blood), Stratics Central Editor's Choice Awards 2006.[20]
- Mención honorífica, Juego del año, Stratics Central Editor's Choice Awards 2006.[21]